# 日本のバンド一覧
日本のバンド一覧（にほんのバンドいちらん）は、日本出身の音楽バンド、グループ、ユニットを活動した年代順にまとめた一覧。

## 1910年代
た
- 宝塚少女歌劇団オーケストラ

## 1920年代
に
- 日本ビクター・ジャズバンド

は
- ハタノ・オーケストラ

ら
- ラッフィング・スター・ジャズバンド

れ
- レッド・ブリュー・クラブ・オーケストラ

## 1930年代
あ
- あきれたぼういず

き
- 菊池滋弥とフロリダオールスターズ

こ
- コロムビア・ジャズバンド

な
- 中野忠晴リズムボーイズ

## 1940年代
か
- 川田義雄とミルク・ブラザース

ひ
- 東松二郎とアズマニアンズ

ふ
- ブルーコーツオーケストラ

な
- 南里文雄とホット・ペッパーズ

に
- ニューパシフィック楽団

わ
- 渡辺弘とスター・ダスターズ

## 1950年代
あ
- あひる艦隊

か
- 鹿島密夫とダイナ・ショア

き
- キング・バンド

く
- グラマン・シックス

け
- ゲーリー石黒とサンズ・オブ・ウエスト

こ
- 小島宏之とダイナブラザーズ
- コロムビア・バンド

た
- ダニー飯田とパラダイス・キング
- タイガ―

て
- デューク・ドーシ―

と
- 東京キューバン・ボーイズ

な
- 灘康次とモダンカンカン
- ナンジャラホワーズ

は
- ハナ肇とキューバン・キャッツ

ひ
- ビッグ・フォア

ふ
- フランキー堺とシティ・スリッカーズ

み
- 南の星楽劇団

わ
- 和田弘とマヒナスターズ

## 1960年代

### あ行
あ
- アウト・キャスト
- アダムス
- 有馬徹とノーチェ・クバーナ
- アロージャズオーケストラ

い
- 井上宗孝とシャープ・ファイブ

う
- ヴィレッジ・シンガーズ
- 内田裕也とザ・フラワーズ
- 内山田洋とクール・ファイブ

え
- エイプリル・フール (バンド)
- ジ・エドワーズ

お
- 王将太鼓
- オックス

### か行
か
- ザ・カーナビーツ

き
- ザ・キッパーズ
- キャッスル&ゲイツ

く
- ザ・クーガーズ
- クエッション・ボーイズ

こ
- ザ・ゴールデン・カップス

### さ行
さ
- ザ・サニー・ファイブ
- ザ・サベージ
- ザ・サマーズ

し
- ジェット・ブラザース
- シャープ・ホークス
- ザ・ジャガーズ
- ジャッキー吉川とブルー・コメッツ
- ジャックス
- ジローズ

す
- スウィング・ウエスト
- ズー・ニー・ヴー
- SKYE（スカイ）
- スカタンボーイズ
- ザ・スパイダース
- スマイリー小原とスカイライナーズ

そ
- 薗田憲一とデキシーキングス

### た行
た
- ザ・ダーツ
- ザ・タイガース
- ザ・ダイナマイツ
- ザ・タックスマン

て
- 寺内タケシとバニーズ
- 寺内タケシとブルージーンズ
- ザ・テンプターズ

と
- 殿さまキングス
- 東京ビートルズ
- ザ・ドリフターズ
- ドンキーカルテット

### は行
は
- パープル・シャドウズ
- はしだのりひことシューベルツ
- 裸のラリーズ
- ハナ肇とクレージーキャッツ
- ザ・ハプニングス・フォー
- ザ・バロネッツ
- ザ・バロン

ひ
- ザ・ビーバーズ
- ピンキー・チックス
- ピンキーとキラーズ
- 平田隆夫とセルスターズ

ふ
- フィフィ・ザ・フリー
- ザ・フィンガーズ
- ザ・フォーク・クルセダーズ
- ザ・ブルーインパルス
- ザ・ブロードサイド・フォー

ほ
- ポニーズ
- ザ・ホワイト・キックス

### ま行
ま
- ザ・マイクス
- ザ・マミーズ

み
- 三浦弘とハニーシックス
- ミッキーカーチス&サムライ

も
- ザ・モップス

### ら行
ら
- ザ・ランチャーズ

り
- ザ・リガニーズ
- ザ・リンド&リンダース

ろ
- ロス・インディオス
- ロス・プリモス
- ロック・キャンディーズ
- ロック・パイロット

### わ行
わ
- ザ・ワイルドワンズ
- ザ・ワンダース

## 1970年代

### あ行
あ
- RCサクセション（アールシーサクセション）
- 愛奴
- 赤い鳥
- アリス
- THE ALFEE（ジ アルフィー）
- あんぜんバンド

い
- 池田進とグリーンアイズ
- 石田新太郎とシティライツ
- 井上堯之バンド
- 異邦人 (バンド)

う
- ウエスト・ロード・ブルース・バンド
- ウォッカ・コリンズ
- ULTRA BIDE（ウルトラ・ビデ）

え
- S-KEN（エスケン）
- NSP（エヌエスピー）

お
- 岡本章生とゲイスターズ
- 鬼太鼓座
- 小野満とスイングビーバーズ
- オフコース
- オレンジ・カウンティ・ブラザーズ
- オレンジ・ペコ (バンド)

### か行
か
- カーニバル
- ガールズ
- ガセネタ
- 甲斐バンド
- 海援隊
- カミーノ (セッション・バンド)
- ガロ

き
- キャロル
- ギャングス

く
- クリエイション

け
- 外道

こ
- コスモスファクトリー
- ゴダイゴ

### さ行
さ
- サザンオールスターズ
- サディスティックス
- サディスティック・ミカ・バンド
- サンハウス

し
- Jeff (バンド)
- シグナル (フォークグループ)
- 自閉体（じへいたい）
- ジューク
- シュガー・ベイブ
- SHŌGUN（ショーグン）
- SHOT GUN（ショットガン）
- 新●月（しんげつ）

す
- ZOO (バンド)
- ずうとるび
- スカイドッグ・ブルース・バンド
- SCOPE（スコープ）
- ストロベリー・パス
- 頭脳警察
- SPEEDWAY（スピード・ウェイ）
- スピニッヂ・パワー
- スペース・サーカス
- スモーキー・メディスン
- スラップスティック

せ
- 世良公則&ツイスト
- SENSE OF WONDER（センス オブ ワンダー）
- センチメンタル・シティ・ロマンス

そ
- ソー・バッド・レビュー
- ソルティー・シュガー

### た行
た
- ダウン・タウン・ブギウギ・バンド
- ダディ竹千代&東京おとぼけCATS
- だててんりゅう
- 誰がカバやねんロックンロールショー
- タローとアルファベッツ

ち
- チューリップ

て
- デキシー・セインツ

と
- トランザム (バンド)
- 鳥塚しげき&ホットケーキ

### な行
な
- ザ・ナターシャー・セブン

に
- ニュー・キラーズ

ね
- ネイティブ・サン (バンド)
- Negasphere
- 猫

の
- ノラ (バンド)

### は行
は
- BOWWOW（バウワウ）
- はちみつぱい
- ハックルバック
- はっぴいえんど
- バラクーダ (コミックバンド)
- 原みつるとシャネル・ファイブ
- 原みつるとエリートメン
- パル
- パンダフルハウス
- ザ・パンチャーズ
- バンバン
- バンブー (セッション・バンド)

ひ
- 日暮し
- 飛行船
- PYG（ピッグ）
- ピピ&コット

ふ
- ファー・イースト・ファミリー・バンド
- フラワー・トラベリン・バンド
- プリズム (バンド)
- ブレイクダウン (バンド)
- BLAZE (ロックバンド)
- ブルーエンジェル

へ
- 平和勝次とダークホース
- ペドロ&カプリシャス

ほ
- WHY（ホワイ）

### ま行
ま
- まりちゃんズ
- マンドレイク

み
- ミスター・カイト
- 美乃家セントラル・ステイション
- ミラーズ

む
- ムーンライダーズ
- 武蔵野タンポポ団
- 村八分

も
- 森田公一とトップギャラン
- 森本太郎とスーパースター

### や行
や
- 休みの国
- 山本コウタローとウィークエンド

ゆ
- 憂歌団

よ
- 四人囃子

### ら行
ら
- 羅生門
- ラストショウ
- 乱魔堂（らんまどう）

る
- Rouge（ルージュ）

れ
- レイジー
- レモンパイ

ろ
- ローズマリー
- ザ・ロッカーズ
- ローラー・コースター

## 1980年代

### あ行

#### あ
- EARTHSHAKER（アースシェイカー）
- アイボリー・ゲート
- アイリーン・フォーリーン
- Ain Soph（アイン・ソフ）
- アウター・リミッツ
- Outrage（アウトレイジ）
- A-JARI（あじゃり）
- ASTURIAS（アストゥーリアス）
- UP-BEAT（アップビート）
- 吾妻光良 & The Swinging Boppers（ - ザ スウィンギンバッパーズ）
- アナーキー
- あぶらだこ
- アラジン
- THE ALPHA（ジ・アルファ）
- ALLERGY（アレルギー）
- ANKH（アンク）
- アンジー
- ANTHEM（アンセム）
- 安全地帯

#### い
- EP-4（イーピー・フォー）
- JETZT（イエッツ）
- イエロー・マジック・オーケストラ
- 痛郎（いたろう）
- 135（いちさんご）
- 一風堂
- INU（イヌ）
- IMITATION（イミテーション）
- 岩﨑元是&WINDY
- THE INDEX（ジ・インデックス）
- いんぐりもんぐり
- Interiors（インテリアズ）

#### う
- ヴァージンVS（ヴァージン・ヴイズ）
- VIENNA（ヴィエナ）
- VIZION（ヴィジョン）
- THE WILLARD（ザ ウィラード）
- ウシャコダ
- 有頂天
- THE WOOD（ザ・ウッド）

#### え
- AIRMAIL from NAGASAKI（エアメール・フロム・ナガサキ）
- AB'S（エイビーズ）
- ARB（エーアールビー）
- エキゾティクス
- ECHOES（エコーズ）
- SA（エスエー）
- S.O.B（エス・オー・ビー）
- X JAPAN（エックスジャパン）
- X-RAY（エックスレイ）
- M-BAND（エム・バンド）

#### お
- 大島渚
- OK's（オーケーズ）
- AUTO-MOD（オートモッド）
- THE ALWAYS（オールウェイズ）
- おかげ様ブラザーズ
- 織田哲郎&9th IMAGE
- 男闘呼組
- オメガトライブ
- オルケスタ・デル・ビエント
- オルケスタ・デ・ラ・ルス

### か行

#### か
- 蛎崎弘＋"r"project
- カシオペア
- GASTUNK（ガスタンク）
- カステラ
- 喝!タルイバンド
- KATZE（カッツェ）
- 割礼（かつれい）
- THE COMES（ザ カムズ）
- 亀山社中
- COLOR（カラー）
- 空手バカボン
- カリオカ
- カルロス・トシキ&オメガトライブ
- カンガルー

#### き
- 奇形児
- G.I.S.M.（ギズム）
- きどりっこ
- キャディラック
- 餃子大王
- キリング・タイム
- キングクレソールジャズバンド
- THE金鶴（ザ きんつる）
- 筋肉少女帯

#### く
- クアドラフォニクス
- くじら
- THE GOOD-BYE (ザ グッバイ)
- GRASS VALLEY（グラスバレー）
- クララサーカス
- GRANDFATHERS（グランドファーザーズ）
- GRAND PRIX（グランプリ）
- 紅麗威甦（グリース）
- クリスタルキング
- クレヨン社
- KUWATA BAND（クワタバンド）

#### け
- ケッタウェイズ
- ゲルニカ
- KENSO（ケンソー）
- KENZI & THE TRIPS（ケンヂ アンド ザ・トリップス）
- the 原爆オナニーズ

#### こ
- コインロッカー・ベイビーズ
- ザ・コーツ
- GO-BANG'S（ゴーバンズ）
- コクシネル
- CO-CóLO（ココロ）
- コスミック・インベンション
- COSMOS-keyboards trio-（コスモス・キーボードトリオ）
- KODOMO BAND（こどもばんど）
- COBRA（コブラ）
- 米米CLUB（コメコメクラブ）
- COR-SEZ（コルセッツ）
- コンチネンタル・キッズ
- COMPLEX（コンプレックス）

### さ行

#### さ
- PSY・S（サイズ）
- サイバーニュウニュウ
- さかな
- ZABADAK（ザバダック）
- SALLY（サリー）
- SALON MUSIC（サロン・ミュージック）

#### し
- C-C-B（シーシービー）
- G.D.FLICKERS（ジー・ディー・フリッカーズ）
- シーナ&ザ・ロケッツ
- THE JAYWALK（ザ ジェイウォーク）
- SHADY DOLLS（シェイディ・ドールズ）
- GERARD（ジェラルド）
- ZIGGY（ジギー）- 一時期SNAKE HIP SHAKES（スネイク・ヒップ・シェイクス）名義で活動
- ZIG ZAG（ジグザク）
- SHI-SHONEN（シ・ショーネン）
- Dgebavotden（ジバボッテン）
- JAGATARA（じゃがたら）
- Jaco:neco（じゃこうねこ）
- Justy-Nasty（ジャスティ・ナスティ）
- JAZZ MASTER（ジャズ・マスター）
- ジャッキー・リン&パラビオン
- ジャドーズ
- ザ・シャムロック
- シャンバラ
- ジューシィ・フルーツ
- Sugar（シュガー）
- JUN SKY WALKER(S)（ジュンスカイウォーカーズ）
- SHOW-YA（ショーヤ）
- ショコラータ
- SING LIKE TALKING（シングライクトーキング）
- SHINSUKE-BAND（しんすけバンド）
- 人生
- 新東京正義乃士（しんとうきょうせいぎのし）

#### す
- SUPER BAD（スーパーバッド）
- スカフレイムス
- 杉山清貴&オメガトライブ
- THE STAR CLUB（ザ・スター・クラブ）
- Stardust Revue（スターダストレビュー）
- ザ・スターリン
- STR!X（ストライクス）
- THE STREET SLIDERS（ザ ストリートスライダーズ）
- ストリート・ダンサー
- スペクトラム
- すみちゃんとステゴザウルス

#### せ
- 聖飢魔II（せいきまつ）
- 赤痢（せきり）
- SERIKA with DOG（セリカ・ウィズ・ドッグ）
- ZELDA（ゼルダ）
- 千年COMETS（せんねんコメッツ）

#### そ
- Z.O.A（ゾア）
- THE ZOLGE（ザ・ゾルゲ）

### た行

#### た
- Darlin'（ダーリン）
- THE TIMERS（ザ・タイマーズ）
- DOVE（ダヴ）
- TOUGH BANANA（タフ・バナナ）
- TALIZMAN（タリスマン）
- タンゴ・ヨーロッパ

#### ち
- チェッカーズ
- チャクラ
- TUBE（チューブ）

#### て
- T.V.（ティー・ヴィー）
- TM NETWORK（ティーエムネットワーク）
- T-SQUARE（ティー・スクェア）
- Date of Birth（デイト・オブ・バース）
- ティポグラフィカ
- てつ100%
- DEAD END（デッドエンド）
- テラ・ローザ
- D'ERLANGER（デランジェ）
- DER ZIBET（デルジベット）
- TERU'S SYMPHONIA（テルズ・シンフォニア）
- TENSAW（テンソー）

#### と
- The TOYS（ザ・トイズ）
- TOKYO ENSEMBLE LAB（トーキョー・アンサンブル・ラボ）
- 東京JAP
- Tokyo Hot Club Band（とうきょう ホット くらぶ バンド）
- Doom（ドゥーム）
- 突撃ダンスホール
- 突然段ボール
- Tops（トップス）
- TOMATOS（トマトス）
- TOM★CAT（トムキャット）
- THE 東南西北（ザ とんなんしゃーぺー）

### な行

#### な
- NIGHT HAWKS（ナイト・ホークス）
- 1986オメガトライブ
- 渚のオールスターズ
- ナスカ
- ナニワエキスプレス

#### に
- 20世紀Jr.  - 1992年にVisioN（ヴィジョン）に改名
- ニック・ニューサ
- ニーニーズ
- ニューエスト・モデル
- NEW DAYS NEWz（ニュー・デイズ・ニューズ）
- NEW DOBB（ニュードブ）

#### ぬ
- ネバーランド

#### の
- ノヴェラ
- NOBU CAINE（ノブ・ケイン）
- NONSECT（ノンセクト）

### は行

#### は
- PERSONZ（パーソンズ）
- THE HEART（ザ・ハート）
- BARBEE BOYS（バービーボーイズ）
- PEARL（パール）
- パール兄弟
- HOUND DOG（ハウンドドッグ）
- BUCK-TICK（バクチク）
- 爆風スランプ
- BAZAAR（バザール）
- ばちかぶり
- 爆風銃（バップガン）
- ハナタラシ
- The Bunny's（ザ・バニーズ）
- PaPa（パパ）
- パパイヤパラノイア
- PARACHUTE（パラシュート）
- ハルメンズ
- THE BAND HAS NO NAME（ザ・バンド・ハズ・ノー・ネーム）
- Han-na（ハンナ）

#### ひ
- The PX（ザ・ピーエックス）
- B'z（ビーズ）
- The ピーズ
- BEE PUBLIC（ビーパブリック）
- P-MODEL（ピーモデル）
- ヒカシュー
- ピカソ
- 美狂乱（びきょうらん）
- ビブラストーン
- ビジーフォー
- 非常階段
- BIG HORNS BEE（ビッグ・ホーンズ・ビー）
- THE FUSE（ザ・ヒューズ）[注釈 2]
- ヒルビリー・バップス
- PINK（ピンク）
- ピンク・クロウズ
- The Pin-Heads（ピンヘッズ）

#### ふ
- The 5.6.7.8's（ザ・ファイブ・シックス・セブン・エイツ）
- ザ・ファントムギフト
- FAIRCHILD（フェアチャイルド）
- FENCE OF DEFENSE（フェンス・オブ・ディフェンス）
- 44MAGNUM（フォーティフォーマグナム）
- THE BOOM（ザ ブーム）
- THE FOOLS（ザ・フールズ）
- THE PRIVATES（ザ プライベーツ）
- プラスチックス
- BLACK CATS（ブラック・キャッツ）
- FLATBACKER（フラットバッカー）
- フリクション
- BLIZARD（ブリザード）
- フリッパーズ・ギター
- プリンセス プリンセス
- BLUEW（ブルー）
- BLUE ANGEL（ブルーエンジェル）
- THE BLUE HEARTS（ザ ブルーハーツ）
- ブルー・トニック
- THE BREAKERS（ザ・ブレイカーズ）
- The Players（ザ・プレイヤーズ）
- PRESENCE（プレゼンス）
- BRONX（ブロンクス）

#### へ
- Pageant（ページェント）
- PESELA-QUESELA-IN（ペセラ・ケセラ・イン）
- THE BELL'S（ザ・ベルズ）
- VELVET PΛW（ベルベット・パウ）

#### ほ
- BOØWY（ボウイ）
- ボーイ・ミーツ・ガール
- ポータブル・ロック
- BO GUMBOS（ボ・ガンボス）
- THE POGO（ザ・ポゴ）

### ま行

#### ま
- マサ子さん
- MASTURBATION（マスターベーション）
- 真黒毛ぼっくす（まっくろけぼっくす）
- MUSCLE BEAT（マッスル・ビート）
- Maher Shalal Hash Baz（マヘル・シャラル・ハシュ・バズ）
- マライア

#### み
- ミスターシリウス
- ミダス
- MUTE BEAT（ミュート・ビート）

#### む
- 夢幻

#### め
- MAKE-UP（メイクアップ）
- メスカリン・ドライヴ

#### も
- MOJO CLUB（モジョ・クラブ）
- MODERN DOLLZ（モダンドールズ）
- THE MODS（ザ モッズ）
- 猛毒
- もんた&ブラザーズ

### や行

#### や
- ヤプーズ
- やまだかつてないバンド
- ヤンキース

#### ゆ
- ユーイズム
- UNICORN（ユニコーン）
- 夢工場

#### よ
- 横浜キッドブラザース
- 横浜銀蝿
- 横須賀サーベルタイガー
- 妖娼ロマネスク

### ら行

#### ら
- THE RYDERS（ザ・ライダーズ）
- LOUDNESS（ラウドネス）
- Rajas（ラジャス）
- ラッツ&スター - 1983年まではシャネルズとして活動。
- RAP（ラップ）
- ラフ&レディ
- LAUGHIN' NOSE（ラフィンノーズ）
- ラブ・ポーション
- ラ・ムー

#### り
- REACTION（リアクション）
- LIZARD（リザード）
- 竜童組（りゅうどうぐみ）
- りんけんバンド

#### る
- ルースターズ
- ROUTE 66（ルート・シックスティーンシックス）
- LOOK（ルック）

#### れ
- RAPES（レイプス）
- REG-WINK（レグ・ウィンク）
- RED（レッド）
- RED WARRIORS（レッドウォーリアーズ）
- レピッシュ
- レプリカ
- レベッカ
- 連続射殺魔

#### ろ
- ROGUE（ローグ）
- ローザ・ルクセンブルグ
- ROLL BACK（ロール・バック）
- ロバの音楽座
- ロブバード
- ロリポップ・ソニック
- THE LONDON TIMES（ザ ロンドンタイムス）

### わ行

#### わ
- YBO2（ワイビーオーツー）
- WALTHER（ワルサー）

## 1990年代

### あ行

#### あ
- ARCH（アーチ）
- RX（アールエックス）
- R-ORANGE（アールオレンジ）
- AION（アイオン）
- ICE（アイス）
- ICE BOX（アイスボックス）
- ICE BOX BABY（アイスボックス ベイビー）
- Iceman（アイスマン）
- islands（アイランズ）
- Eins:Vier（アインス・フィア）
- AGHARTA（アガルタ）
- access（アクセス）
- Acid Mothers Temple（アシッド・マザーズ・テンプル）
- ACID LOVE（アシッド・ラヴ）
- アップル＆ペアーズ
- ADDICT OF THE TRIP MINDS（アディクト・オブ・ザ・トリップ・マインズ）
- advantage Lucy（アドバンテージ・ルーシー）
- アニメタル
- After me（アフターミー）
- ABEX GO GO（アベックス・ゴー・ゴー）
- Aliene Ma'riage（アリエネ マ・リアージュ）
- ALI PROJECT（アリ・プロジェクト）
- ARS NOVA（アルス・ノヴァ）
- al. ni. co（アルニコ）
- AMBIENCE（アンビエンス）

#### い
- THE EASY WALKERS（ザ・イージー・ウォーカーズ）
- E-ZEE BAND（イージーバンド）
- eastern youth（イースタンユース）
- east cloud（イースト・クラウド）
- yes, mama ok?（イエス ママ オーケー？）
- THE 家元（ザ・いえもと）
- イエロー太陽s
- イエローダック
- THE YELLOW DOGS（ザ・イエロードッグス）
- YELLOW MACHINEGUN（イエロー・マシンガン）
- THE YELLOW MONKEY（ザ イエローモンキー）
- YEN TOWN BAND（イェンタウンバンド）
- ISIS（イシス）
- 伊太地山伝兵衛商会
- ILLUMINA（イルミナ）
- インスタントシトロン
- infix（インフィクス）
- INVOICE（インボイス）

#### う
- VANITY（ヴァニティ）
- Valentine D.C.（ヴァレンタイン ディー シー）
- W's（ウィズ）
- ウィズ
- ヴィーナス・ペーター
- VINYL（ヴィニイル）
- wilberry（ウィルベリー）
- ウインズ
- Woman's Soul（ウーマンズ・ソウル）
- Vane For Road（ヴェイン・フォー・ロード）
- WEATHER SIDE（ウェザーサイド）
- vogue（ヴォーグ） - 1995年にnuvɔ:gu（ニューヴォーグ）に改名。
- water（ウォーター）
- ウルフルズ

#### え
- AIRBLANCA（エアブランカ）
- AIDS（エイズ）
- Every Little Thing（エヴリリトルシング）
- A-CHIEF（エーチーフ）
- S（エス）
- S.S.T.BAND（エスエスティーバンド）
- エスカレーターズ
- esrevnoc（エスレフノック）
- XL（エックスエル）
- EDGE（エッジ）
- エド山口&東京ベンチャーズ
- えび
- M-AGE（エム・エイジ）
- ELLIS（エリ）
- L⇔R（エルアール）
- 'else（エルス）
- EL-MALO（エル・マロ）
- エレキハチマキ
- エレキブラン
- Electric Glass Balloon（エレクトリック・グラス・バルーン）
- エレファントカシマシ
- ELEPHANT MORNING CALL（エレファント・モーニング・コール）
- ENDLESS（エンドレス）

#### お
- Oi-SKALL MATES（オイスカルメイツ）
- The OYSTARS（ジ・オイスターズ）
- 横道坊主
- OOIOO（オー・オー・アイ・オー・オー）
- the autumn stone（ジ・オータムストーン）
- oh! penelope（オー!ペネロープ）
- AURA（オーラ）
- ALL LIVING THINGS（オール リビング シングス）
- オセロケッツ
- Oblivion Dust（オブリヴィオン・ダスト）
- 想い出波止場
- 面影ラッキーホール
- ORIGINAL LOVE（オリジナルラブ）
- THE ORANGES（オレンジズ）

### か行

#### か
- Gargoyle（ガーゴイル）
- GARDEN（ガーデン）
- The gardens（ガーデンズ）
- CARNATION（カーネーション）
- カーマイン
- GARLAND（ガーランド）
- GARLICBOYS（ガーリックボーイズ）
- GiRL（ガール）
- KAITA（カイタ） - 1999年5月以降はLOVE BELL BACK LINE（ラブ・ベル・バック・ライン）の名前で2001年の活動休止まで活動。
- KAI FIVE（カイ ファイブ）
- COW COW（カウカウ）
- GAUCH!（ガウチ!）
- COWPERS（カウパーズ）
- かかし
- Kagura（カグラ）
- CASCADE（カスケード）
- the castanets（ザ・カスタネッツ）
- Cup's（カップス）
- GANASIA（ガネーシア）
- カブキロックス
- KAPLANS（カプランズ）
- かまいたち
- 加山雄三&ハイパーランチャーズ
- Galla（ガラ）
- KARAK（カラク）
- ガラパゴス
- G・GRIP（ガルボ・グリップ）
- The Kaleidoscope（カレイドスコープ）
- KAWAMURA BAND（カワムラバンド）
- Kangaroo Pockets（カンガルーポケッツ）
- 願児我楽夢（がんじがらめ）
- canna（カンナ）

#### き
- GEARS（ギアース）
- Keno（キーノ）
- ギターウルフ
- KIX-S（キックス）
- THE KIDS（ザ・キッズ）
- CAPTAIN HEDGE HOG（キャプテン・ヘッジ・ホッグ）
- Cutemen（キュートメン）
- Cublic（キューブリック）
- CURIO（キュリオ）
- 京都町内会バンド
- キリンジ
- Kill=slayd（キル・スレイド）
- ギルト

#### く
- GOOFY'S HOLIDAY（グーフィーズホリデイ）
- THE COOL CHIC CHILD（ザ・クール・シック・チャイルド）
- COOL SPOON（クールスプーン）
- cool drive makers（クール・ドライブ・メーカーズ）- 2003年以降はCOOL DRIVE（クール・ドライブ）のバンド名で活動
- KUSU KUSU（クスクス）
- グッチ裕三とグッチーズ
- GUNIW TOOLS（グニュウ ツール）
- クライズラー&カンパニー
- Crybaby（クライベイビー）
- Ground Zero（グラウンド・ゼロ）
- GROUND NUTS（グラウンドナッツ）
- GRASS ARCADE（グラス・アーケード） - 1999年9月以降はGRASS ARC.のバンド名で活動
- CRACK THE MARIAN（クラック・ザ・マリアン）
- クラムボン
- GRAND SLAM（グランドスラム）
- GREENMACHiNE（グリーンマシーン）
- THE CREATOR OF（ザ・クリエイター・オブ）
- CRIPTON（クリプトン）
- THE GROOVERS（ザ・グルーヴァーズ）
- Groovy Boyfriends（グルーヴィー・ボーイフレンズ）
- くるり
- GLAY（グレイ）
- CRAZE（クレイズ）
- GREAT3（グレイト・スリー）
- グレイトリッチーズ
- GRAPEVINE（グレイプバイン）
- CLOSE（クローズ）
- globe（グローブ）
- 黒夢

#### け
- ゲーマデリック
- KEMURI（ケムリ）
- GEN（ゲン）
- 幻覚アレルギー

#### こ
- COIL（コイル）
- 高円寺百景
- COKEHEAD HIPSTERS（コークヘッド・ヒップスターズ）
- COSA NOSTRA（コーザ・ノストラ）
- Copass Grinderz（コーパス・グラインダーズ）
- CALL（コール）
- COALTAR OF THE DEEPERS（コールター・オブ・ザ・ディーパーズ）
- GOLD WAX（ゴールドワックス）
- cocobat（ココバット）
- KOZIMA（こじま）
- 小島
- コナミ矩形波倶楽部
- Coney Island Jellyfish（コニー アイランド ジェリーフィッシュ）
- COBRA（コブラ）
- ザ・コブラツイスターズ
- GOMES THE HITMAN（ゴメス・ザ・ヒットマン）
- THE COLTS（ザ・コルツ）
- corvettes（コルベッツ）
- 是巨人（これきょじん）
- THE COLLECTORS（ザ・コレクターズ）
- Concerto Moon（コンチェルト・ムーン）
- Continental Breakfast（コンチネンタル・ブレックファスト）
- Convex level（コンベックス・レベル）

### さ行

#### さ
- ZARD（ザード）
- SURFACE（サーフィス）
- ザ・サーフコースターズ
- SABER TIGER（サーベル・タイガー）
- CYCLES（サイクルズ）
- psycho babys（サイコベイビーズ）
- SIDE-ONE（サイドワン）
- Cyber Nation Network（サイバー ネーション ネットワーク）
- SILENT POETS（サイレント・ポエツ）
- SΛKΛNΛ（さかな）
- THE SAKURA（ザ・サクラ）
- さくらさくら
- 叫ぶ詩人の会
- SADS（サッズ）
- サテライト・ラヴァーズ
- サニー・デイ・サービス
- Samuel（サミュエル）
- Something ELse（サムシングエルス）

#### し
- THEATRE BROOK（シアターブルック）
- GLU（ジーエルユー）
- SEAGULL SCREAMING KISS HER KISS HER（シーガル・スクリーミング・キス・ハー・キス・ハー）
- SEEK（シーク）
- ZYYG（ジーグ）
- G-CRISIS（ジークライシス）
- G-クレフ
- See-Saw（シーソー）
- SHEEP（シープ）
- Jiaen（ジーン）
- J.D.K.BAND（ジェイディーケーバンド）
- JAMES & GANG（ジェイムス・ギャング）
- JET SETS（ジェット・セッツ）
- JELLY（ジェリー）
- Jelsarem's Rod（ジェルサレムズ・ロッド）
- JERRY LEE PHANTOM（ジェリーリーファントム）
- JIGGER'S SON（ジガーズサン）
- ZI:KILL（ジキル）
- ZIGZO（ジグゾ）
- 詩人の血
- 雫...Shizuku（しずく）
- GITANE（ジターン）
- JITTERIN'JINN（ジッタリンジン）
- THE ZIP GUNS（ザ・ジップガンズ）
- シトラス
- C-BA（シバ）
- 渋さ知らズ
- the cimons（ザ・シモンズ）
- しゃかり
- JACKS'N'JOKER（ジャクスン・ジョーカー）
- Jagged Little Pill（ジャグド リトル ピル）
- SHARPNEL.NET（シャープネル ドット ネット）
- SHERBETS（シャーベッツ）
- SHAZNA（シャズナ）
- Jack & Betty（ジャックアンドベティ）
- SIAM SHADE（シャムシェイド）
- シャ乱Q
- Jungle Smile（ジャングル スマイル）
- 上々颱風（シャンシャンタイフーン）
- Janne Da Arc（ジャンヌダルク）
- The JUICE（ザ・ジュース）
- JUDY AND MARY（ジュディ・アンド・マリー）
- L'luvia（ジュビア）
- SHORTCUT（ショートカット）
- 少年ナイフ
- Choro Club（ショーロ・クラブ）
- ジョニー・ディー
- Gilles de Rais（ジルドレイ）
- ZNX（ジンクス）
- JIMSAKU（ジンサク）
- Cymbals（シンバルズ）

#### す
- スィートショップ
- sweet velvet（スウィート ベルベット）
- SWITCH（スイッチ）
- Switch Style（スイッチスタイル）
- Swinging Popsicle（スウィンギング・ポプシクル）
- SUICIDE SPORTS CAR（スーサイド・スポーツ・カー）
- SUPERCAR（スーパーカー）
- Super Junky Monkey（スーパー・ジャンキー・モンキー）
- SUPER STUPID（スーパー・ステューピッド）
- SUPER CHOCOLATE（スーパー・チョコレート）
- スーパー!?テンションズ
- SUPER TRAPP（スーパートラップ）
- SUPER BUTTER DOG（スーパーバタードッグ）
- SOON（スーン）
- すかんち
- スキップカウズ
- SCAFULL KING（スキャフルキング）
- Scudelia Electro（スクーデリア エレクトロ）
- Skoop On Somebody（スクープ・オン・サムバディ）- 2000年4月まではSKOOP（スクープ）のバンド名で活動。
- STAGGER（スタッガー）
- State Craft（ステイト・クラフト）
- Still Small Voice（スティル・スモール・ボイス）
- stereo criminals（ステレオ・クリミナルズ）- 1997年までAXXL（アクセル）のユニット名で活動。
- The STRUMMERS（ザ・ストラマーズ）
- THE STREET BEATS（ザ ストリートビーツ）
- STRAY（ストレイ）
- STRAWBERRY FIELDS（ストロベリー・フィールズ）
- STOMPIN'BIRD（ストンピン・バード）
- SNAPSHOT（スナップショット）
- SNAIL RAMP（スネイルランプ）
- SPYKE（スパイク）
- Spiral Life（スパイラル ライフ）
- SPARKS GO GO（スパークス・ゴー・ゴー）
- SPANK HAPPY（スパンク・ハッピー）
- SPEAK（スピーク）
- SPEED-iD（スピードアイディ）
- スピッツ
- spAed（スペイド）
- THE SPACE COWBOYS（ザ・スペース・カウボーイズ）
- ズボンズ
- smart（スマート）
- SMILE（スマイル）
- SLY（スライ）
- SLIGHT SLAPPERS（スライトスラッパーズ）
- THE SLUT BANKS（ザ・スラット・バンクス）
- SLAP STICKS（スラップ・スティックス）
- SLAM CAVALLEY（スラムキャバレー）
- SLANG（スラング）
- The 3peace（ザ・スリーピース）
- Sleep My Dear（スリープマイディア）
- ザ・スリル

#### せ
- SEX MACHINEGUNS（セックス・マシンガンズ）
- THE ZETT（ザ・ゼット）
- ZENI GEVA（ゼニゲバ）
- Sepia'n Roses（セピアンローゼス）
- 7HOUSE（セブンハウス）
- ZEPPET STORE（ゼペット・ストア）
- セメントミキサーズ
- Celluloid（セルロイド）
- ZERO（ゼロ）
- セロファン
- センチメンタル・バス

#### そ
- SOY SAUCE SONIX（ソイ・ソース・ソニックス）
- ソウル・フラワー・ユニオン
- So What?（ソー・ワット？）
- SOPHIA（ソフィア）
- SO-FI（ソフィー）
- SOFT BALLET（ソフトバレエ）
- SOLID BOND（ソリッドボンド）

### た行

#### た
- The Turtles（ザ・タートルズ）
- DIE IN CRIES（ダイ・イン・クライズ）
- 大事MANブラザーズバンド
- DYNAMITE MAKER（ダイナマイトメーカー）
- TIMESLIP-RENDEZVOUS（タイムスリップランデヴー）- 2009年12月、TIMESLIP（タイムスリップ）に改名
- Timeless Children（タイムレス チルドレン）
- 太陽の塔
- DAS:VASSER（ダスヴァサー）
- Dutch Training（ダッチトレーニング）
- Double Famous（ダブル・フェイマス）
- たま
- TAMTAM（タムタム）
- Tanzmuzik（タンツムジーク)

#### ち
- チカブーン
- チボ・マット
- チャーミースマイル&グリーンヘッド
- THE CHEWINGGUM WEEKEND（チューインガム・ウィークエンド）
- The Chopsticks（ザ・チョップスティックス）

#### つ
- TWIGGY（ツイギー）
- THE TWISTARS（ザ ツイスターズ）
- TWINZER（ツインザー）
- 2PLATOON（ツープラトン）

#### て
- Dear（ディアー）
- TEARS（ティアーズ）
- ディアマンテス
- DMBQ（ディー・エム・ビー・キュー）
- D.T.R（ディー・ティー・アール）
- DEEP'S（ディープス）
- T-BOLAN（ティーボラン）
- D-LOOP（ディーループ）
- DEEN（ディーン）
- D-SHADE（ディシェイド）
- This Time（ディスタイム）
- dip（ディップ）
- DEFYER（ディファイヤー）
- DEFILED（ディファイルド）
- DEVELOP=FRAME（ディベロップ・フレーム）
- DIMENSION（ディメンション）
- Daily-Echo（デイリー･エコー）
- DIR EN GREY（ディル アン グレイ）
- DECAMERON（デカメロン）
- デキシード・ザ・エモンズ
- D≒SIRE（デザイア）
- Deshabillz（デザビエ）
- DETERMINATIONS（デタミネーションズ）
- デッド・チャップリン
- THE DEAD P☆P STARS（ザ・デッド・ポップ・スターズ）
- DeviceHigh（デバイス・ハイ）
- Dual Dream（デュアルドリーム）
- De-LAX（デラックス）
- DELTA（デルタ）
- 電気グルーヴ

#### と
- TOYBOYS（トイ・ボーイズ）
- Do As Infinity（ドゥー アズ インフィニティ）
- TWO of US（トゥー・オブ・アス）
- 東京Qチャンネル
- 東京少年
- 東京スカパラダイスオーケストラ
- TOK¥O $KUNX（東京スカンクス）
- TOKYO No.1 SOUL SET（トーキョーナンバーワンソウルセット）
- 東京パノラママンボボーイズ
- TOKYO YANKEES（トウキョウ ヤンキース）
- DOODLES（ドゥードゥルズ）
- To Be Continued（トゥ・ビー・コンティニュード）
- TWO-MIX（トゥーミックス）
- DOME（ドーム）
- TOKIO（トキオ）
- 毒殺テロリスト
- Dr.StrangeLove（ドクター・ストレンジ・ラヴ）
- DOG FIGHT（ドッグファイト）
- DOG HAIR DRESSERS（ドッグ・ヘアー・ドレッサーズ）
- 怒髪天（どはつてん）
- ドミンゴス
- TRICERATOPS（トライセラトップス）
- Dragon Ash（ドラゴンアッシュ）
- THE 虎舞竜（ザ とらぶりゅう）
- TRANSTIC NERVE（トランスティック ナーヴ）- 2008年から解散まではthe Underneathのバンド名で活動
- THE TRANSFORMER（ザ・トランスフォーマー）
- DREAMS COME TRUE（ドリームズカムトゥルー）
- TROPICAL GORILLA（トロピカル・ゴリラ）
- TWILIGHT KIDS（トワイライト・キッズ）
- DON'T LOOK BACK（ドント・ルック・バック）

### な行

#### な
- Nav Katze（ナーヴ・カッツェ）
- 渚にて
- NUTS（ナッツ）
- ナムチェバザール
- ナンバーガール

#### に
- THE NEATBEATS（ザ・ニートビーツ）
- NEIL & IRAIZA（ニール・アンド・イライザ）
- NiNa（ニナ）
- NUKEY PIKES（ニューキー・パイクス）
- Kneuklid Romance （ニュークリッドロマンス）
- New Cinema 蜥蜴（ニュー・シネマ・とかげ）
- THE NEWS（ザ・ニュース）
- ニューロティカ
- 人間椅子

#### ぬ
- noodles（ヌードルス）
- ヌンチャク

#### ね
- 熱帯JAZZ楽団

#### の
- NOISE FACTORY（ノイズファクトリー）
- No'where（ノーウェア）
- NORTHERN BRIGHT（ノーザン・ブライト）
- NONA REEVES（ノーナ・リーヴス）
- Nobodys（ノーバディーズ）
- NORMA JEAN（ノーマ・ジーン）

### は行

#### は
- Harvest（ハーヴェスト）
- BARGAINS（バーゲンズ）
- パーシャクラブ
- BURST FRUITS（バーストフルーツ）
- Persons Of Asia（パーソンズ・オブ・エイジア）
- BAAD（バード）
- ザ・パーマネンツ
- BY-SEXUAL（バイセクシャル）
- Hi-STANDARD（ハイスタンダード）
- ハイポジ
- THE HIGH-LOWS（ザ ハイロウズ）
- BAKU（バク）
- BAJI-R（バジアール） - 1998年まで「BA-JI」のバンド名で活動
- HUSKING BEE（ハスキング・ビー）
- BACK DROP BOMB（バック・ドロップ・ボム）
- BAD MESSIAH（バッド・メサイア）
- ハッピー・ファミリー
- Buffalo Daughter（バッファロー・ドーター）
- BANANA SHAKES（バナナシェイクス）
- honey honey（ハニーハニー）
- PANICSMILE（パニックスマイル）
- VANILLA（バニラ）
- HUMMING BIRD （ハミングバード）
- PAMELAH（パメラ）
- HARRY JANE（ハリー・ジェーン）
- paris blue（パリス・ブルー）
- BALZAC（バルザック）
- HAL FROM APOLLO '69（ハル・フロム・アポロ69）
- THE BARRETT（ザ・バレット）
- ハレルヤハッピーズ
- THE POWERNUDE（ザ・パワーヌード）

#### ひ
- 妃阿甦（ピアス）
- pee-ka-boo（ピーカーブー）
- HEATWAVE（ヒートウェイヴ）
- BEAT KIDS（ビート・キッズ）
- the PeteBest（ザ・ピートベスト）
- B.B.クィーンズ
- b-flower（ビーフラワー）
- PEALOUT（ピールアウト）
- PIERROT（ピエロ）
- BEGIN（ビギン）
- Biscuit Fan（ビスケット・ファン）
- Hysteric Blue（ヒステリック ブルー）
- ピチカート・ファイヴ
- ヒックスヴィル
- THE BIG BAND!!（ザ・ビッグバンド!!）
- BIG MOUTH（ビッグ・マウス）
- BIG LIFE（ビッグライフ）
- hide with Spread Beaver（ヒデ ウィズ スプレッド ビーバー）
- THE FUSE（ザ・ヒューズ）[注釈 3]
- HUMAN SOUL（ヒューマン ソウル）
- BILLY & THE SLUTS（ビリー アンド ザ スラッツ）
- BEREEVE（ビリーブ）
- the pillows（ザ・ピロウズ）
- PINK SAPPHIRE（ピンクサファイア）
- THE PINK STOCKING CLUB BAND（ザ ピンク ストッキング クラブ バンド）
- BINGO BONGO（ビンゴボンゴ）

#### ふ
- ファー・イースト・アシッド・ハウス・クワルテット
- Far East Club Band（ファー・イースト・クラブ・バンド）
- Fire Bomber（ファイアーボンバー）
- The 5 TEARDROPS（ザ・ファイブ・ティアドロップス）
- fOUL（ファウル）
- FANATIC◇CRISIS（ファナティック クライシス）
- Funta（ファンタ）
- The fantastic designs（ザ・ファンタスティック・デザインス）
- FEEL（フィール）
- FEEL SO BAD（フィール・ソー・バッド）
- FIELD OF VIEW（フィールドオブビュー）
- Fish & Chips（フィッシュアンドチップス）
- フィッシュマンズ
- Booing Sheyner（ブーイング・シェーナー）
- BUGY CRAXONE（ブージー・クラクション）
- WHO'S WHO（フーズフー）
- Hooper（フーパー） -2000年に「Fleming Pie」に改名。
- pool bit boys（プール・ビット・ボーイズ）
- Favorite Blue（フェイバリット ブルー）
- The Fave Raves（ザ・フェイブ・レイブス）
- festa mode（フェスタモード）
- 4-STiCKS（フォースティックス）
- 4D-JAM（フォーディージャム）
- FOUR TRIPS（フォー・トリップ）
- 福田眞純POWDERS
- PTON!（プトン!）
- FLYING KIDS（フライングキッズ）
- Flying Dutchman（フライングダッチマン）
- Plastic Tree（プラスティックトゥリー）
- Platinum Peppers Family（プラチナ・ペッパーズ・ファミリー）
- Platinum 900（プラチナム 900）
- BLACK BOTTOM BRASS BAND（ブラック・ボトム・ブラス・バンド）
- brats on B（ブラッツ・オン・ビー）
- bloodthirsty butchers（ブラッドサースティ・ブッチャーズ）
- BRAHMAN（ブラフマン）
- ブラボー
- フラワーカンパニーズ
- BLANKEY JET CITY（ブランキー・ジェット・シティ）
- ブランニュー・オメガトライブ
- pre-school（プリ・スクール）
- THE BRICK'S TONE（ザ・ブリックス・トーン）
- ブリッジ
- the brilliant green（ザ ブリリアントグリーン）
- Blüe（ブルー）
- BLUEZIE!?（ブルージー!?）
- BLue-B（ブルービー）
- BLUE BOY（ブルーボーイ）
- Bluem of Youth（ブルームオブユース）
- PLAGUES（プレイグス）
- BRAIN DRIVE（ブレインドライヴ）
- FRIENDS（フレンズ）
- BLOW（ブロウ）
- BROSS（ブロス）
- プロペラ
- BOOM BOOM SATELLITES（ブンブンサテライツ）

#### へ
- THE HATE HONEY（ザ・ヘイト・ハニー）
- Paint in watercolour（ペイント・イン・ウォーターカラー）
- BAISER（ベーゼ）
- Betty Blue（ベティー・ブルー）
- PENICILLIN（ペニシリン）
- THE PEPPERMINT JAM（ザ・ペパーミント・ジャム）
- Pepperland Orange（ペパーランド オレンジ）
- belly to belly（ベリー・トゥ・ベリー）
- VERY VERY IRON（ベリベリアイロン）
- VELVET GARDEN（ベルベットガーデン）
- beret（ベレイ）
- ペンギンノイズ
- benzo（ベンゾ）
- PENPALS（ペンパルズ）

#### ほ
- ボアダムス
- BOAT（ボート）
- Homeless Heart（ホームレス・ハート）
- 牧歌組合
- THE POSTMEN（ザ・ポストメン）
- POTSHOT（ポットショット）
- HOT LEGS（ホット・レッグス）
- BODY（ボディ）
- Bonnie Duck!?（ボニー・ダック）
- ホフディラン
- HOBBLEDEES（ホブルディーズ）
- ポルノグラフィティ
- THE HONG KONG KNIFE（ザ・ホンコンナイフ）
- BON CHIC（ボンシック）

### ま行

#### ま
- My Little Lover（マイリトルラバー)
- Macaroni（マカロニ）
- magoo swim（マグースイム）
- 真心ブラザーズ
- machine（マシーン）
- MAJESTY（マジェスティ）
- MAGIC（マジック）
- MASCHERA（マスケラ）
- THE MAD CAPSULE MARKETS（ザ マッドカプセルマーケッツ）
- MAD3（マッドスリー）
- Madeth gray'll（マディス・グレイル）
- MANIA（マニア）
- MANISH（マニッシュ）
- マリア観音
- MALICE MIZER（マリスミゼル）
- MARCHOSIAS VAMP（マルコシアス・バンプ）
- MULTI MAX（マルチマックス）
- MANNA（マンナ）

#### み
- Missile Girl Scoot（ミサイル・ガール・スクート）
- MR.ORANGE（ミスターオレンジ）
- Mr.Children（ミスターチルドレン）
- Misty Eyes（ミスティーアイズ）
- THEE MICHELLE GUN ELEPHANT（ミッシェル・ガン・エレファント）
- MIRAGE（ミラージュ）
- 宮尾すすむと日本の社長

#### む
- m.o.v.e（ムーヴ）
- MOON（ムーン）
- MOON CHILD（ムーンチャイルド）
- 六三四Musashi（むさし）

#### め
- Mary-go round（メアリー・ゴー・ラウンド）
- media youth（メディアユース）
- Merry Go Round（メリー・ゴー・ランド）
- MELODY（メロディー）
- MEN'S 5（メンズファイブ）

#### も
- modern grey（モダングレイ）
- モダンチョキチョキズ
- モト冬樹とナンナラーズ（もとふゆきとナンナラーズ）
- 桃姫BAND（ももひめバンド）
- モルゴーア・クァルテット
- MONDO GROSSO（モンド・グロッソ）
- MONGHANG（モンハン）

### や行

#### ゆ
- ゆらゆら帝国
- ユナイテッド・フューチャー・オーガニゼイション

#### よ
- YOYOYO（ヨーヨーヨー）

### ら行

#### ら
- Like Uncolored Velvet（ライク・アンカラード・ヴェルヴェット）
- The rising pints（ザ・ライジング・ピンツ）
- RHINOCEROS（ライナセロス）
- LIFE RECORDERS（ライフレコーダーズ）
- The LOVE（ザ・ラヴ）
- LOVE TAMBOURINES（ラヴ･タンバリンズ）
- LOVE MISSILE（ラヴ ミサイル）
- ROUND TABLE（ラウンド・テーブル）
- La'cryma Christi（ラクリマ・クリスティー）
- La;Sadie's（ラ・サディース）
- Lastier（ラスティア）
- Raspberry Circus（ラズベリー・サーカス）
- RAZZ MA TAZZ（ラズマタズ）
- Lapis Lazuli（ラピスラズリ）
- RABBIT（ラビット）
- Laputa（ラピュータ）
- Raphael（ラファエル）
- ラブ・ノーツ
- rough laugh（ラフラフ）
- LOVE LOVE ALL STARS（ラブラブオールスターズ、LLAS）
- RAMAR（ラマー）
- La'Mule（ラ・ムール）
- Ram Jam World（ラム・ジャム・ワールド）
- L'Arc〜en〜Ciel（ラルクアンシエル）
- LAREINE（ラレーヌ）
- LANCE OF THRILL（ランス・オブ・スリル）
- LANPA（ランパ）

#### り
- leap youth theatre（リープ・ユース・シアター）
- Rie ScrAmble（リエ・スクランブル）
- REDIEAN;MODE（リディアンモード）
- LITTLE CREATURES（リトル・クリーチャーズ）
- LITTLE TEMPO（リトルテンポ）
- Little Baby（リトルベイビー）
- remote（リモート）
- Λucifer（リュシフェル）
- LINDBERG（リンドバーグ）

#### る
- ROUAGE（ルアージュ）
- Luis-Mary（ルイ・マリー）
- ルインズ
- RUDIE MIDNIGHT RUNNERS（ルーディミッドナイトランナーズ）
- LOOPUS（ルーパス）
- LOOP THE LOOP（ループ ザ ループ）
- rumania montevideo（ルーマニア・モンテビデオ）
- LU⊃A（ルカ）
- LEGOLGEL（ルゴルジェ）
- L3C（ルック・ロンサム・レーン・クラブ）
- LUNA SEA（ルナシー）
- Rubii（ルビー）
- ルミナスオレンジ

#### れ
- LAZY LOU's BOOGIE（レイジー・ルーズ・ブギー）
- 麗蘭
- rec*rep（レクリプ）
- レクリプス
- LADIA（レディア）
- LADIESROOM（レディースルーム）
- Radio Swing（レディオスウィング）
- Letit go（レティット・ゴー）
- 恋愛信号
- WRENCH（レンチ）

#### ろ
- ROVO（ロヴォ）
- rosy（ロージー） - 旧称はROSY ROXY ROLLER（ロージー・ロキシー・ローラー）
- LOWDOWN（ロウダウン）
- LORAN（ローラン）
- ROLL DAYS（ロール・デイズ）
- Rotten Hats（ロッテンハッツ）
- RODEO（ロデオ）
- Roboshop Mania（ロボショップマニア）
- Romance for〜（ロマンス フォア）
- ROMANTIC MODE（ロマンティックモード）
- ロリータ18号
- ロレッタセコハン
- LONG VACATION（ロング・バケーション）

### わ行

#### わ
- WARK（ワーク）
- WINO（ワイノ）
- WILD STYLE（ワイルドスタイル）
- WILD FLAG（ワイルド・フラッグ）
- WAG（ワグ）
- WANDS（ワンズ）
- ONE STEP communicate（ワンステップ・コミュニケート）
- わんぱくメイト

## 2000年代

### あ行

#### あ
- Earth Conscious（アースコンシャス）
- ART-SCHOOL（アートスクール）
- arp（アープ）
- RF（アールエフ）
- R.O.B（アール・オー・ビー）
- i-dep（アイデップ）
- AINU REBELS（アイヌレブルズ）
- Ai+BAND（アイバンド）
- I-RabBits（アイラビッツ）- 2018年以降バンド表記がIRabBits（アイラビッツ）に変更
- avengers in sci-fi（アヴェンジャーズ イン サイファイ）
- OUTSIDE SIGNAL（アウトサイドシグナル）
- OUTLAW（アウトロー）
- あおキング
- 藍坊主（あおぼうず）
- 赤犬
- アカシアオルケスタ
- アカツキ.
- Aqua Timez（アクア タイムズ）
- 浅草ジンタ
- ASIAN KUNG-FU GENERATION（アジアン カンフー ジェネレーション）
- AJICO（アジコ）
- あじさい
- Agitato（アジタート）
- AciD FLavoR（アシッドフレーバー）
- ACIDMAN（アシッドマン）
- ASPARAGUS（アスパラガス）
- asphalt frustration（アスファルト フラストレーション）
- ASURA（アスラ）
- アゼリアジャズオーケストラ
- ATTACK HAUS（アタック・ハウス）
- あっぱ
- UPLIFT SPICE（アップリフト スパイス）
- ANARCHY STONE（アナーキーストーン）
- ANATAKIKOU（アナタキコウ）
- アナログフィッシュ
- あのHUMPTY（あのハンプティー）
- A Hundred Birds（ア・ハンドレッド・バーズ）
- abingdon boys school（アビングドン ボーイズ スクール）
- absorb（アブソーブ）
- アブラーズ
- AFRA & INCREDIBLE BEATBOX BAND（アフラアンドインクレディブルビートボックスバンド）
- あふりらんぽ
- アフロマニア
- APOGEE（アポジー）
- 雨ふらしカルテット
- 彩冷える（アヤビエ）
- あらかじめ決められた恋人たちへ
- ARIA ASIA（アリア エイジア）
- アリス九號.(アリスナイン、エーナイン) - 旧称はAlice Nine.及びA9
- ALvino（アルヴィノ）
- the ARROWS（ジ・アロウズ）
- Our Love to Stay（アワ・ラブ・トゥ・ステイ）
- unkie（アンキー）
- angela（アンジェラ）
- Angelo（アンジェロ）
- annz（あんず）
- AN's ALL STARS（アンズオールスターズ）
- UNSCANDAL（アンスキャンダル）
- アンダーグラフ
- UNDER THE COUNTER（アンダー・ザ・カウンター）
- Underslowjams（アンダースロージャムス）
- UNCHAIN（アンチェイン）
- アンティック-珈琲店-（アンティックカフェ）
- &［AND］（アンド）
- UNNATURAL（アンナチュラル）
- UNLIMITS（アンリミッツ）
- Unlimited Broadcast（アンリミテッド・ブロードキャスト）

#### い
- e-sound speaker（イー・サウンド・スピーカー）
- いきものがかり
- [iksí:d]（イクシード）
- exist†trace（イグジスト・トレイス）
- ISSEI NORO INSPIRITS（イッセイ・ノロ・インスピリッツ）
- 市井紗耶香 in CUBIC-CROSS（いちい さやか・イン・キュービック・クロス）
- 12012（イチニーゼロイチニ）
- イデハル
- いなかやろう
- 175R（イナゴライダー）
- THE イナズマ戦隊
- 犬神サアカス團
- In the Soup（イン・ザ・スープ）
- Inspire:tion（インスパイレーション）
- the Indigo（インディゴ）
- IN-HI（インハイ）
- インビシブルマンズデスベッド

#### う
- Vibes（ヴァイブス）
- VAMPS（ヴァンプス）
- Wizard（ウィザード）
- The whisper（ザ・ウィスパー）
- Wish*（ウィッシュ）
- Witchery SKANK（ウィッチェリー・スカンク）
- ヴィドール
- winnie（ウィニー）
- WILL（ウィル）
- UVERworld（ウーバーワールド）
- OOM（ウーム）
- Waive（ウェイブ）
- WAVE ISLANDS（ウェーブ・アイランズ）
- ウエスタンヒーロー
- Versailles（ヴェルサイユ）
- Welsh BluesCP（ウェルッシュ・ブルース・シーピー）
- WALKABOUT（ウォークアバウト）
- Vo Vo Tau（ヴォ・ヴォ・タウ）
- VOLA & THE ORIENTAL MACHINE（ヴォラ・アンド・ジ・オリエンタル・マシーン）
- 宇頭巻
- 嘘つきバービー
- 歌姫楽団
- UCHUSENTAI:NOIZ（うちゅうせんたいノイズ）
- wooderd chiarie（ウッダード チアリ）
- ウラニーノ

#### え
- AIR DRIVE（エアドライブ）
- ASIAN2（エイジアンツー）
- HY（エイチワイ）
- 8-BALL（エイトボール）
- エイプリルズ
- ECHOES OF YOUTH（エコーズ オブ ユース）
- EGO-WRAPPIN'（エゴラッピン）
- S.R.S（エスアールエス）
- S.M.N.（エスエムエヌ）
- S.Q.F（エス・キュー・エフ）
- Sgt.（エスジィティ）
- えちうら
- N/Y Funk shot!!（エヌ ワイ ファンクショット）
- e.mu（エミュー）
- Mi（エム・アイ）
- LM.C（エルエムシー）
- ELLEGARDEN（エルレガーデン）
- Electric Eel Shock（エレクトリック・イール・ショック）
- ジ エロス
- えんそく
- Empty Slow(エンプティースロー)

#### お
- OVERGROUND ACOUSTIC UNDERGROUND（オーヴァーグラウンド・アコースティック・アンダーグラウンド）-  2019年4月12日よりOAU（オーエーユー）にバンド名を改名。
- OVUM（オーヴァム）
- OGRE YOU ASSHOLE（オウガ・ユー・アスホール）
- オーサカ=モノレール
- 大友良英ニュー・ジャズ・クインテット
- OCEANLANE（オーシャンレーン）
- AUDIO RULEZ（オーディオルールズ）- 2004年3月まではMILKRUN（ミルクラン）のバンド名で活動。
- 大西ユカリと新世界
- O.P.KING（オー・ピー・キング）
- All Japan Goith（オール ジャパン ゴイス）
- 乙三（おっさん）
- 8otto（オットー）
- OTOUTA（オトウタ）
- おとぎ話
- オトナモード
- オナニーマシーン
- HONESTY（オネスティー）
- OBANDOS（オバンドス）
- オリンポス16闘神
- Organs café（オルガンズ・カフェ）
- ORESKABAND（オレスカバンド）
- orange pekoe（オレンジ・ペコー）
- ORANGE RANGE（オレンジ レンジ）
- 音速ライン
- 陰陽座（おんみょうざ）

### か行

#### か
- The Garden eel（ザ・ガーデン・イール）
- GARNET CROW（ガーネット クロウ）
- ザ・ガールハント
- 勝手にしやがれ
- girl next door（ガール・ネクスト・ドア）
- COVER（カヴァー）
- COUCH（カウチ）
- GaGaalinG（ガガーリング）
- ガガガSP（ガガガスペシャル）
- Kagrra,（カグラ）
- 蜉蝣
- the GazettE（ガゼット）
- KATA-KANA（カタカナ） - 旧バンド名は「KATA-KANAI-lulu」。
- 片山ブレイカーズ&ザ★ロケンローパーティ
- カチンバ1551
- cutman-booche（カットマン・ブーチェ）
- kannivalism（カニヴァリズム）
- CAPSULE（カプセル）
- camino（カミーノ）
- カミナリグモ
- COMEBACK MY DAUGHTERS（カムバック・マイ・ドーターズ）
- kamomekamome（カモメカモメ）
- カラーボトル
- 鴉
- cali≠gari（カリガリ）
- Gulliver Get（ガリバー ゲット）
- かりゆし58
- GALNERYUS（ガルネリウス）
- カルメラ
- 川上つよしと彼のムードメイカーズ
- GANGA ZUMBA（ガンガ ズンバ）
- Can/goo（カングー）
- 関ジャニ∞
- CANTA（カンタ）
- GUNDOG（ガンドッグ）

#### き
- KEY GOT CREW（キー・ガット・クルー）
- THE KEY PROJECT（ザ・キー・プロジェクト）
- キオクノオト
- Quikion（キキオン）
- 氣志團
- キセル
- Kids Alive（キッズ・アライヴ）
- 木村至信BAND（きむらしのぶバンド）
- ザ・キャプテンズ
- キャプテンストライダム
- キャンゼル
- CANDYMAN（キャンディマン）
- 9mm Parabellum Bullet（キューミリ パラベラム バレット）
- CUNE（キューン）
- CUBISMO GRAFICO FIVE（キュビズモ・グラフィコ・ファイヴ）
- 漁港
- 巨人ゆえにデカイ
- 巨乳まんだら王国。
- girugamesh（ギルガメッシュ）
- KING BROTHERS（キング・ブラザーズ）
- The KING LION（ザ・キング・ライオン）
- 銀杏BOYZ
- キンモクセイ

#### く
- COOL JOKE（クール ジョーク）
- ぐしゃ人間
- □□□（クチロロ）
- GOOD4NOTHING（グッドフォーナッシング）
- グッドラックヘイワ
- KUMACHI（クマチ）
- くものすカルテット
- くもりな
- CLOUD（クラウド）
- KLACK（クラック）
- クリスタル・レイク
- クリトリス・ガールズ
- Clingon（クリンゴン）
- グループ魂
- グルグル映畫館
- クレイジーケンバンド
- GLORY HILL（グローリー・ヒル）
- ザ・クロマニヨンズ
- cruyff in the bedroom（クライフ・イン・ザ・ベッドルーム）
- Cloud Nine（クラウド・ナイン）
- Clownfish（クラウンフィッシュ）
- クラッシュ・イン・アントワープ
- Crush 40（クラッシュフォーティー）
- GRANRODEO（グランロデオ）
- Grooveline（グルーヴライン）
- GourmetClub（グルメクラブ）
- GREAT ADVENTURE（グレイト・アドベンチャー）
- 黒赤ちゃん
- 黒薔薇保存会
- 黒豚Sounds

#### け
- KK JAM（ケーケージャム）
- 毛皮のマリーズ
- 下戸（げこ）
- ketchup mania（ケチャップマニア）
- 月光グリーン（げっこうグリーン）
- ゲビル
- Kra（ケラ）
- ケラ&ザ・シンセサイザーズ
- GELUGUGU（ゲルググ）
- KELUN（ケルン）

#### こ
- CORE OF SOUL（コア オブ ソウル）
- GOING UNDER GROUND（ゴーイング アンダー グラウンド）
- GOING STEADY（ゴーイング・ステディ）
- GO!GO!7188（ゴーゴーなないちはちはち）
- GO!THE SKIP（ゴー・ザ・スキップ）
- 好色人種
- GHOSTY BLOW（ゴースティー・ブロウ）
- ghostnote（ゴーストノート）
- コーチガリー
- the court（ザ・コート）
- GOATBED（ゴートベッド）
- KOHL（コール）
- Golden Pink Arrow♂（ゴールデン・ピンク・アロウ）
- ゴールデンボンバー
- kōkua（コクア）
- こころおと
- ザ50回転ズ
- コダマセントラルステーション
- こぶ茶バンド
- GOLLBETTY（ゴルベティー）
- コンコンジャンプ

### さ行

#### さ
- thirstyroad（サースティロード）
- サード・クラス
- サイキックラバー
- the CYCLE（サイクル）
- Psycho le Cemu（サイコ・ル・シェイム）
- Siren（サイレン）
- savage genius（サヴィッジ・ジーニアス）
- SOUTH BLOW（サウスブロウ）
- Sound Schedule（サウンド スケジュール）
- Sound Horizon（サウンドホライズン）
- 三枝夕夏 IN db
- サカナクション
- サキソフォビア
- SAKEROCK（サケロック）
- sacra（サクラ）
- サクラメリーメン
- サザーランド
- サザエオールスターズ
- サザンハリケーン
- ZAZEN BOYS（ザゼン ボーイズ）
- サタニックポルノカルトショップ
- ザッハトルテ
- Sadie（サディ）
- sunny-side up（サニーサイド・アップ）
- SANISAI（サニサイ）- 2005年5月末まではSunny Side Up（サニーサイドアップ）のバンド名で活動。
- SABOTEN（サボテン）
- ザ☆ボン
- サヨコオトナラ
- サラブレンド
- SAL（サル）
- Salle Gaveau（サルガヴォ）
- サルサガムテープ
- SUAL拳（サルパンチ）
- SOUR（サワー）
- ZAN（ザン）
- 三叉路（さんさろ）
- SunSet Swish（サンセットスウィッシュ）-  2017年2月、Swish!（スウィッシュ）に改名
- サンタラ
- サンダルバッヂ
- Sunflower's Garden（サンフラワーズ・ガーデン）
- サンボマスター

#### し
- ジァイアントステップ
- Seattle Standard Café（シアトルスタンダードカフェ）
- SECRET 7 LINE（シークレット セブン ライン）
- GTP（ジーティーピー）
- Genius（ジーニアス）
- GB（ジービー）
- Thee 50's high teens（ジー・フィフティーズ・ハイティーンズ）
- Zbox（ジーボックス）
- シーン・オブ・ジャズ
- Scene of Heaven（シーン・オブ・ヘヴン）
- JASON ZODIAC（ジェイソン・ゾディアック）
- THE JAYPERS（ザ・ジェイパーズ）
- SHAME（シェイム）
- SHALE APPLE（シェイル・アップル）
- THE JETZEJOHNSON（ザ・ジェッジジョンソン）
- ジェット機
- the chef cooks me（ザ・シェフ・クックス・ミー）
- GENTLE FOREST JAZZ BAND（ジェントル・フォレスト・ジャズ・バンド）
- Chicago Poodle（シカゴプードル）
- シカラムータ
- シド
- Zipang（ジパング）
- Jeepta（ジプタ）
- SIBERIAN NEWSPAPER（シベリアン・ニュースペーパー）
- JARNZΩ（じゃーんず）
- SeanNorth（シャーンノース）
- SHAKALABBITS（シャカラビッツ）
- Jackson vibe（ジャクソンヴァイブ）
- JAZZ-21（ジャズ21）
- SHACHI（シャチ）
- ジャパハリネット
- JABBERLOOP（ジャバループ）
- JAPAN-狂撃-SPECIAL（じゃぱん-くるう-すぺしゃる）
- ジャムスタンマジック
- Jam9（ジャムナイン）
- Shamo（シャモ）
- しゃるろっと
- jealkb（ジュアルケービー）
- 12.ヒトエ（じゅうにひとえ）
- Supreme sound recreation（シュープリーム・サウンド・リクリエーション）
- 樹海
- XUXU（しゅしゅ）
- シュノーケル
- JURASSIC（ジュラシック）
- SHURIKEN（シュリケン）
- シュリスペイロフ
- SHOW-SKA（ショースカ）
- SHORT LEG SUMMER（ショート・レッグ・サマー）
- 湘南探偵団
- 情熱マリーとしゃぼん玉ハイスクール
- 少年カミカゼ
- Shocking Lemon（ショッキング・レモン）
- ショピン
- GIRAFFE（ジラフ）
- SIRIUS（シリウス）
- ZILCONIA（ジルコニア）
- JILS（ジルス）
- JiLL-Decoy association（ジルデコイ・アソシエーション）
- Syrup16g（シロップ16グラム）
- ジン
- SINGER SONGER（シンガー ソンガー）
- 人格ラヂオ
- 真空メロウ
- 新宿ゲバルト
- JINDOU（ジンドウ）
- Syndrome（シンドローム）

#### す
- ZZ（ズィーズィー）
- 水中、それは苦しい
- SWEETIE JUNK FILE（スウィーティージャンクファイル）
- 四星球（スーシンチュウ）
- SUPER DROP BABIES（スーパー・ドロップ・ベイビーズ）
- SUPER BEAVER（スーパー ビーバー）
- Superfly（スーパーフライ）
- SCARLET（スカーレット）
- SKA SKA CLUB（スカスカクラブ）
- スカポンタス
- SKULL CANDY（スカル・キャンディ）
- SKUNK SHOT BOOSTER（スカンク・ショット・ブースター）
- SUGIZO＆THE SPANK YOUR JUICE（スギゾー アンド ザ スパンク ユア ジュース）
- スキマスイッチ
- THE SKA-PHONICS（スキャフォニックス）
- SCANDAL（スキャンダル）
- THE★SCANTY（ザ・スキャンティ）
- S.K.I.N.（スキン）
- Scoobie Do（スクービードゥー）
- School Food Punishment（スクール フード パニッシュメント）
- SCREAMING SOUL HILL（スクリーミング・ソウル・ヒル）
- SCRIPT（スクリプト）
- SCREW（スクリュー）
- スケボーキング
- START FROM SCRATCH（スタート・フロム・スクラッチ）
- the studs（スタッズ）
- STAN（スタン）
- STANCE PUNKS（スタンス・パンクス）
- THE STAND UP（ザ・スタンド・アップ）
- STEEL（スティール）
- ステレオポニー
- ストレイテナー
- Strawberry JAM（ストロベリー・ジャム）
- ストロベリー・フラワー
- Strawberry Record（ストロベリーレコード）
- ストロボ
- スナッパーズ
- SPIRAL SPIDERS（スパイラル・スパイダース）
- SPARTA LOCALS（スパルタローカルズ）
- Spangle call Lilli line（スパングル・コール・リリ・ライン）
- speena（スピーナ）
- スピカ
- THE SPIN（ザ・スピン）
- Spin Aqua（スピン アクア）
- スプラッシュ・キャンディー
- SPLAY（スプレイ）
- SPECIAL OTHERS（スペシャル アザース）
- SpecialThanks（スペシャルサンクス）
- ズボンドズボン
- スムルース
- smorgas（スモーガス）
- The THREE（ザ・スリー）
- three tight b（スリータイトビー）
- Sleepy.ab（スリーピー）
- 3B LAB.☆S（スリービーラボ）
- SLEEP WALKER（スリープウォーカー）
- Sleep warp（スリープ・ワープ）
- 3markets(株)（スリーマーケッツ） - 2014年4月以降は3markets［］（スリーマーケッツ）のバンド名で活動。

#### せ
- セーリング
- セカイイチ
- SEGA ROCK（セガロック）
- SEX-ANDROID（セックスアンドロイド）
- セックスマシーン
- セツナブルースター
- September（セプテンバー）- 2012年10月以降、Rie&Qoonie（リエ アンド クーニー）として活動
- 蝉時雨
- JELLY→（ゼリー）
- SELKIE（セルキー）
- セレブ弦楽四重奏団
- 前衛無言禅師（ぜんえいむごんぜんじ）
- せんせいしょん
- 仙台貨物
- Sembello（センベロ）
- ゼンマイ

#### そ
- SOIL&"PIMP"SESSIONS（ソイル・アンド・ピンプ・セッションズ）
- 相対性理論
- SOUL OF LIBERTY（ソウル オブ リバティー）
- Soul Crusaders（ソウル クルセイダーズ）
- ZONE（ゾーン）
- 曽我部恵一BAND
- ソノダバンド
- SOFTBALL（ソフトボール）
- Salty-Sugar（ソルティー・シュガー）
- ソン・フィルトル

### た行

#### た
- DARKSIDE MIRRORS（ダークサイド・ミラーズ）
- タートルアイランド (バンド)
- DASEIN（ダーザイン）
- THYME（タイム）
- 太陽族（たいようぞく）
- 太陽の衝動（たいようのしょうどう）
- downy（ダウニー）
- 駄菓子菓子（だがしかし）
- 竹内電気
- 竹内朋康 & The Laidbacks
- タケバン
- tacica（タシカ）
- DUSTZ（ダスツ）
- The DUST'N'BONEZ（ザ・ダストゥン・ボーンズ）
- dustbox（ダストボックス）
- タマコウォルズ
- tobaccojuice（タバコジュース）
- DUFF（ダフ）
- the★tambourines（ザ★タンバリンズ）

#### ち
- CHEE'S（チーズ）
- CHAINS（チェインズ）
- ChesterCopperpot(チェスターコパーポット）
- CHECKMATEZ（チェックメイツ）
- THE CHERRY COKE$（ザ・チェリーコークス）
- CHERRYBLOSSOM（チェリーブロッサム）
- チェンバロ
- チコチェアー
- CHARCOAL FILTER（チャコールフィルター）
- Chatter 8th woman（チャターエイスウーマン）
- チャットモンチー
- CHABA（チャバ）
- 超飛行少年
- Qomolangma Tomato（チョモランマ・トマト）
- チリヌルヲワカ

#### つ
- Zwei（ヅヴァイ）
- つしまみれ
- つばき
- 椿屋四重奏
- 鶴（つる）

#### て
- té（テ）
- D（ディー）
- day after tomorrow（デイ・アフター・トゥモロー）
- Dear Loving（ディアーラヴィング）
- THC!!（ティー・エイチ・シー）
- TMG（ティー・エム・ジー）
- T-OFF（ティーオフ）
- DC/PRG（ディー・シー・ピー・アール・ジー）
- D.W.ニコルズ（ディー ダブリュ ニコルズ）
- Dt.（ディーティー）
- TYO（ティーワイオー）
- D'espairsRay（ディスパーズレイ）
- tick（ティック）
- TIJUANA BROOKS（ティファナブルックス）
- TEX & Sun Flower Seed（テックス・アンド・サン・フラワー・シード）
- 鉄人バンド（てつじんバンド）
- detroit7（デトロイトセブン）
- DEPAPEPE（デパペペ）
- デブパレード
- DuelJewel（デュエルジュエル）
- Dué le quartz（デュール クォーツ）
- Terry&SLANG（テリー＆スラング）
- テルスター
- DELUHI（デルヒ）
- てるる...
- the telephones（ザ テレフォンズ）
- 天球ぴんぽんず
- 電車（でんしゃ）
- でんしれんぢ
- 天地人（てんちじん）
- 天誅（てんちゅう）
- 10-FEET（テンフィート）

#### と
- doa（ドア）
- Tourbillon（トゥールビヨン）
- 東京エスムジカ（とうきょうエスムジカ）
- 東京事変
- 東京ブラススタイル
- 東京ミカエル。
- TOKYO MOOD PUNKS（トーキョームードパンクス）
- 東京60WATTS
- toe（トー）
- DOES（ドーズ）
- TOTALFAT（トータルファット）
- DOPING PANDA（ドーピング パンダ）
- Dope HEADz（ドープ・ヘッズ）
- 都音（とおん）
- Tone Palette（トーン・パレット）
- DOGGY BAG（ドギー バグ）
- TOSHI with T-EARTH（トシ ウィズ ティーアース）
- TOMATO CUBE（トマトキューブ）
- DOMINO88（ドミノエイティーエイト）
- トムリンソン・コート・パーク
- TRIBAL CHAIR（トライバル チェアー）
- TRI4TH（トライフォース）
- DRIVE FAR（ドライブ ファー）
- TRIPLANE（トライプレイン）
- TRIX（トリックス）
- TRIPPER(トリッパー)
- トリプル・ニプルス
- トルネード竜巻
- ドレミ團
- tron（トロン）
- THE TON-UP MOTORS（ザ・トンアップ モーターズ）

### な行

#### な
- ナイトメア
- Naifu（ナイフ）
- 中ノ森BAND
- Nathalie Wise（ナタリー・ワイズ）
- Natural Punch Drunker（ナチュラル･パンチ･ドランカー）
- nothin' but love（ナッシン・バット・ラブ）
- NATSUMEN（ナツメン）
- ナナカラット
- ナナムジカ
- Nabowa（ナボワ）
- NumberClub（ナンバークラブ）

#### に
- NICO Touches the Walls（ニコ タッチズ ザ ウォールズ）
- にせんねんもんだい
- Nido（ニドー）
- にゅうおいらんず
- ニュー・グルーヴ・ジャズ・オーケストラ
- 245（によんご）
- NIRGILIS（ニルギリス）

#### ぬ
- NUBO（ヌーボ）

#### ね
- native（ネイティブ）
- ネイバーユース
- NEON（ネオン）
- 音昏（ねくら）
- ねぐりぢぇ
- 猫騙（ねこだまし）
- ネルソンスーパープロジェクト

#### の
- のあのわ
- The Novelestilo（ザ・ノヴェレスティーロ）
- No entry（ノー・エントリー）
- THE NOVEMBERS（ザ ノーベンバーズ）
- No Regret Life（ノー リグレット ライフ）
- knotlamp（ノットランプ）
- NON（ノン）

### は行

#### は
- BURGER NUDS（バーガーナッズ）
- The Birthday（ザ・バースディ）
- Hearts Grow（ハーツ・グロウ）
- ハートバザール
- HARP ON MOUTH SEXTET（ハープオンマウスセクステット）
- Purple Days（パープル・デイズ）
- HIGH and MIGHTY COLOR（ハイ・アンド・マイティ・カラー）
- HIGH VOLTAGE（ハイ・ヴォルテージ）
- High Speed Boyz（ハイ・スピード・ボーイズ）
- BITE THE LUNG（バイト・ザ・ラング）
- BINECKS（バイネックス）
- パウンチホイール
- PAO PAO PANIC（パオパオパニック）
- BUG（バグ）
- BAGDAD CAFE THE trench town（バグダッド・カフェ・ザ・トレンチ・タウン）
- BUZZLIP（バズリップ）
- BACK-ON（バックオン）
- THE BACK HORN（ザ バック ホーン）
- ハックルベリーフィン
- 初恋の嵐
- PATCH WORK LIFE（パッチ・ワーク・ライフ）
- BAD SiX BABiES（バッド・シックス・ベイビーズ）
- Honey Bee（ハニービー）
- Vanilla Mood（バニラムード）
- ハヌマーン
- Bahashishi（バハシシ）
- babamania（ババメイニア）
- HAV（ハブ）
- BUBBLEGUM（バブルガム）
- ハミングキッチン
- BARAKA（バラカ）
- paris match（パリス・マッチ）
- HΛL（ハル）
- baroque（バロック）
- Hawaiian6（ハワイアンシックス）
- PAN（パン）
- Bank Band（バンク バンド）
- HUNGRY DAYS（ハングリー・デイズ）
- the band apart（ザ バンド アパート）
- BAND FOR "SANKA"（バンド・フォー・サンカ）
- バンバンバザール
- BUMP OF CHICKEN（バンプ オブ チキン）

#### ひ
- ビアンコネロ
- P.I.MONSTER（ピー・アイ・モンスター）
- PSG（ピーエスジー）
- Peaky SALT（ピーキーソルト）
- BEAST（ビースト）
- HEESEY WITH DUDES（ヒーセ・ウィズ・デューズ）
- B-DASH（ビーダッシュ）
- BEAT CRUSADERS（ビート クルセイダース）
- Bean Bag（ビーンバッグ）
- HiGE（ひげ）
- Pigeon's Milk（ピジョンズミルク）
- ピストルバルブ
- pigstar（ピッグスター）
- P2H（ピック・トゥー・ハンド）
- BIGMAMA（ビッグママ）
- The Bittles（ビットルズ）
- Bivattchee（ビバッチェ）
- 100s（ひゃくしき）
- びゅーちふるず
- pupa（ピューパ）
- ヒューマン・オーディオ・スポンジ
- ピラミッド
- blgtz（ビルゲイツ）
- PINC INC（ピンク インク）
- ピンクパンダー
- ピンクリボン軍
- PINKLOOP（ピンクループ）

#### ふ
- FACT（ファクト）
- FUZZY CONTROL（ファジー・コントロール）
- the fascinations（ザ・ファシネイションズ）
- FAT PROP（ファット・プロップ）
- FUNKIST（ファンキスト）
- functioncode（ファンクション・コード）
- Phantasmagoria（ファンタスマゴリア）
- FANTA ZERO COASTER（ファンタ・ゼロ・コースター）
- 5050（フィフティ・フィフティ）
- 瘋癲（ふうてん）
- フーバーオーバー
- BOO BEE BENZ（ブー・ビー・ベンツ）
- 風味堂
- FAIRY FORE（フェアリィフォーレ）
- FAKE?（フェイク）
- face to ace（フェイス・トゥ・エース）
- FoZZtone（フォズトーン）
- Four Chamber View（フォーチャンバービュー）
- FOX LOCO PHANTOM（フォックス・ロコ・ファントム）
- PHONES（フォーンズ）
- THE BOOGIE JACK（ザ・ブギー・ジャック）
- boogieman（ブギーマン）
- FU JI KO（フジコ）
- フジファブリック
- FOOT STAMP（フット・スタンプ）
- Buddhistson（ブディストサン）
- fly sleep fly（フライ スリープ フライ）
- Flat Three（フラットスリー）
- flow-war（フラワー）
- flumpool（フランプール）
- BLEACH（ブリーチ）
- FREENOTE（フリーノート）
- BLiSTAR（ブリスター）- 2008年11月まではTHE PINK☆PANDA（ザ・ピンク・パンダ）のバンド名で活動。
- fripSide（フリップサイド）
- プリングミン
- fringe tritone（フリンジ・トライトーン）
- Fullarmor（フルアーマー）
- Blu-Swing（ブルー・スウィング）
- Blue Trike（ブルートライク）
- BULL ZEICHEN 88（ブルゼッケンハチハチ）
- FullMooN（フルムーン）
- FULL MONTY（フル・モンティ）
- BREAKERZ（ブレイカーズ）
- BREMEN（ブレーメン）
- plane（プレーン）
- BREATH（ブレス）
- THE PREDATORS（ザ・プレデターズ）
- FLOW（フロウ）
- THE BLONDIE PLASTIC WAGON（ブロンディ・プラスチック・ワゴン）

#### へ
- hare-brained unity（ヘア・ブレインド・ユニティ）
- 平成維新
- ザ・ベイビースターズ
- Pay money To my Pain（ペイ マネー トゥー マイ ペイン）
- Base Ball Bear（ベース ボール ベアー）
- ペーソス
- PE'Z（ペズ）
- ペトロールズ
- peppermints kiss cafe（ペパーミンツ・キス・カフェ）
- PERIDOTS（ペリドッツ）
- Bergerac（ベルジュラック）
- VELTPUNCH（ベルトパンチ）
- Hermann H.&The Pacemakers（ヘルマン・エイチ・アンド・ザ・ペースメーカーズ）
- henrytennis（ヘンリーテニス）

#### ほ
- Voice of Mind（ボイス オブ マインド）
- Hoi Festa（ホイフェスタ）
- THE BAWDIES（ザ ボゥディーズ）
- Home Grown（ホーム・グロウン）
- ポクポク
- ほたる日和
- POSSIBILITY（ポッシビリティー）
- HOTSQUALL（ホットスコール）
- Hot Buttered Love（ホットバタードラブ）
- PONI-CAMP（ポニーキャンプ）
- bonobos（ボノボ）
- POLYSICS（ポリシックス）
- HOLSTEIN（ホルスタイン）
- Whiteberry（ホワイトベリー）
- BON-BON BLANCO（ボンボンブランコ）

### ま行

#### ま
- MARS EURYTHMICS（マーズ・リトミック）
- MICRON' STUFF（マイクロン・スタフ）
- The Miceteeth（ザ・マイスティース）
- マイナスターズ
- Mouse on the keys（マウス・オン・ザ・キーズ）
- Mountain Mocha Kilimanjaro（マウンテン・モカ・キリマンジャロ）
- マキシマムザホルモン
- 馬軍団暫定措置(マグンダンザンテイソチ)
- MAJESTICS（マジェスティックス）
- MAGIC PARTY（マジックパーティー）
- Mas（マス）
- MASS OF THE FERMENTING DREGS（マス オブ ザ ファーメンティング ドレッグス）
- master*piece（マスター・ピース）
- ザ・マスミサイル
- THE MACKSHOW（マックショウ）
- MAD CATZ（マッドキャッツ）
- MADBEAVERS（マッドビーバーズ）
- 麻波25
- マニ★ラバ
- ママスタジヲ
- MAMALAID RAG（ママレイド ラグ）
- Mamerico（マメリコ）
- MARIA（マリア）

#### み
- Mean Machine（ミーンマシーン）
- 三田村管打団?（みたむらかんだだん?）
- midnightPumpkin（ミッドナイトパンプキン）
- ミドリ
- mihimaru GT（ミヒマル・ジーティー）
- MiyuMiyu（みゆみゆ）
- MI:LAGRO（ミ:ラグロ）
- MinxZone（ミンクスゾーン）

#### む
- The Movie Archives（ザ・ムービー・アーカイブス）
- moumoon（ムームーン）
- 向風（むかいかぜ）
- 無限マイナス（むげんマイナス）
- MUSHA×KUSHA (ムシャクシャ)
- MUCC（ムック）
- ムラマサ☆

#### め
- MEGA STOPPER（メガストッパー）
- メガマソ
- MERRY（メリー）
- メレンゲ
- MEN☆SOUL（メン・ソウル）

#### も
- MO'SOME TONEBENDER（モーサム トーンベンダー）
- MOTORWORKS（モーターワークス）
- MORNING GLORY（モーニンググローリー）
- MOSQUITO SPIRAL（モスキートスパイラル）
- MONO（モノ）
- monokuro（モノクロ）
- monobright（モノブライト）
- MoNoLith（モノリス）
- MONKEY MAJIK（モンキー マジック）
- MONGOL800（モンゴルはっぴゃく）
- mondialito（モンディアリート）

### や行

#### や
- 族-Yakara-（やから）
- ヤスミン
- YAPANI!（ヤパニ！）
- 山嵐
- Yum!Yum!ORANGE（ヤムヤムオレンジ）
- ヤポネシアン・ボールズ・ファウンデーション
- YOUNG PUNCH（ヤングパンチ）

#### ゆ
- YOUR SONG IS GOOD（ユア・ソング・イズ・グッド）
- EU・PHORIA（ユーフォーリア）
- euphoria（ユーフォーリア）
- eufonius（ユーフォニアス）
- JUDE（ユダ）
- unicorn table（ユニコーン・テーブル）

#### よ
- YOGURT-pooh（ヨーグルト・プゥ）
- 妖精帝國
- 横濱音泉倶楽部（よこはまおんせんくらぶ）

### ら行

#### ら
- Rama Amoeba（ラーマ・アメーバ）
- 雷鼓（らいこ）
- RIZE（ライズ）
- RIDER CHIPS（ライダーチップス）
- LITE（ライト）
- Life（ライフ）
- Ra:IN（ライン）
- LOVERSSOUL（ラヴァーズソウル）
- razz.（ラズ）
- LAST ALLIANCE（ラスト アライアンス）
- LuckDuck（ラックダック）
- RADWIMPS（ラッドウィンプス）
- Ranai（ラナイ）
- LOVE PSYCHEDELICO（ラブ・サイケデリコ）
- LAB. THE BASEMENT（ラボ ザ ベヰスメント）
- RAMJET PULLEY（ラムジェット プーリー）
- Lullatone（ララトーン）
- LUNKHEAD（ランクヘッド）
- Language（ランゲージ）
- Lamp（ランプ）

#### り
- REAL REACH（リアル・リーチ）
- LIV（リヴ）
- RENTRER EN SOI（リエントール アン ソイ）
- Ricken's（リッケンズ）
- Lita（リタ）
- little by little（リトル・バイ・リトル）
- Little Hippies（リトル・ヒッピーズ）
- リヒタースケール
- 琉球チムドン楽団（りゅうきゅうちむどんがくだん）
- LiLi（リリ）
- Lily Chou-Chou（リリイ・シュシュ）
- ザ★リルビッツ
- Rin'（リン）
- LINK (リンク)
- THE LINDA!（ザ リンダ）
- lynch.（リンチ）
- 凛として時雨

#### る
- ザ・ルーズドッグス
- LOOSELY（ルーズリー）
- √thumm（ルートサム）
- RUDE BONES（ルード・ボーンズ）
- Ruvie（るゔぃえ）
- LuLu（ルル）

#### れ
- LAZYgunsBRISKY（レイジーガンズブリスキー）
- revenus（レヴィナス）
- lego big morl（レゴ ビッグ モール）
- redballoon（レッドバルーン）
- レトロ本舗
- レミオロメン
- Les MAUVAIS GARÇONNES（レ・モーヴェ・ギャルソンヌ）

#### ろ
- THE LOCAL ART（ローカル・アート）
- Local Sound Style（ローカル・サウンド・スタイル）
- Local Bus（ローカルバス）
- ロードオブメジャー
- rock-senti（ロクセンチ）
- locofrank（ロコフランク）
- ROSARYHILL（ロザリーヒル）
- LOST IN TIME（ロスト イン タイム）
- LOSTAGE（ロストエイジ）
- Lost Color People（ロストカラーピープル）
- Rosetta Garden（ロゼッタガーデン）
- ROCK'A'TRENCH（ロッカトレンチ）
- Rockamenco（ロッカメンコ）
- ROCKY CHACK（ロッキー・チャック）
- ROCKING TIME（ロッキング・タイム）
- ロッキンチェアー
- rockwell（ロックウェル）
- ロックバンドおかん
- ROSSO（ロッソ）
- ROTTENGRAFFTY（ロットングラフティー）
- THE RODEO CARBURETTOR（ザ・ロデオ・キャブレター）
- ロマンポルシェ。
- ロミオマシーン
- The ROMEO（ザ・ロメオ）
- ROMEO BLUE（ロメオ・ブルー）
- 少女-ロリヰタ-23区（ろりいたにじゅうさんく）
- LONG SHOT PARTY（ロング・ショット・パーティー）

### わ行

#### わ
- WORD（ワード）
- World chord（ワールドコード）
- YKZ（ワイ・ケー・ズィー）
- YKJ（ワイケージェー）
- wyse（ワイズ）
- 惑星
- !wagero!（ワジェロ） - 旧称は倭製ジェロニモ&ラブゲリラエクスペリエンス
- 渡鬼おやじバンド
- ワタナベフラワー
- What's Love?（ワッツラブ）
- waffles（ワッフルズ）
- ONE OK ROCK（ワン オク ロック）
- Wonderhead（ワンダーヘッド）
- ONE TRACK MIND（ワントラックマインド）

## 2010年代

### あ行

#### あ
- earthmind（アースマインド）
- ARKS（アークス）
- ircle（アークル）
- EARTHBOUND PAPAS（アースバウンド・パパス）
- ARTIFACT OF INSTANT（アーティファクト オブ インスタント）
- EARNIE FROGs（アーニーフロッグス）
- アーバンギャルド
- R指定（アールしてい）
- Ivy to Fraudulent Game（アイヴィー トゥー フロウジュレント ゲーム）
- 哀旋士（あいせんし）
- I Don't Like Mondays.（アイ ドント ライク マンデイズ）
- 愛はズボーン
- I HATE MONDAYS（アイ・ヘイト・マンデイズ） - 旧称はWEDNESDAY（ウェンズデー）
- ivory7 chord（アイボリーセブンス コード）
- Ailiph Doepa（アイリフドーパ）
- AUN J-CLASSIC ORCHESTRA（アウン ジェイ クラシック オーケストラ）
- 赤い公園
- 赤色のグリッター
- アカシック
- Academic BANANA（アカデミック バナナ）
- aquarifa（アカリファ）
- a crowd of rebellion（ア クラウド オブ リベリオン）
- AQUBEE（アクビー）
- アクメ
- アシガルユース
- AJISAI（アジサイ）
- アシュラシンドローム
- asobius（アソビウス）
- ADAM at（アダム・アット）
- アテレモ
- ATOM ON SPHERE（アトム・オン・スフィア）
- another sunnyday（アナザー サニーデイ）
- Another Story（アナザー ストーリー）
- a flood of circle（ア フラッド オブ サークル）
- APHRICA（アフリカ）
- Applicat Spectra（アプリキャット スペクトラ）
- A.F.R.O（アフロ）
- 甘い暴力
- amazarashi（アマザラシ）
- 雨のパレード
- AYANO（アヤノ）
- AYABIE（アヤビエ）
- 荒川ケンタウロス
- AL（アル）
- アルカラ
- Argonavis（アルゴナビス）
- Aldious（アルディアス）
- ARTEMA（アルテマ）
- アルルカン
- [Alexandros]（アレキサンドロス）-  2014年3月までは[Champagne]（シャンペイン）のバンド名で活動
- 杏窪彌（アンアミン）
- UNDER FOREST（アンダー・フォレスト）
- anderlust（アンダーラスト）
- andymori（アンディモリ）
- androp（アンドロップ）
- Ampel（アンペル）
- ammoflight（アンモフライト）
- Anli Pollicino（アンリ ポリチーノ）
- Unlock the girls（アンロック ザ ガールズ）

#### い
- イーゼル芸術工房
- Each Of The Days（イーチ オブ ザ デイズ）
- YELLOW FRIED CHICKENz（イエローフライドチキンズ）
- 勢いと音量
- ichikoro（イチコロ）
- 一途
- イトヲカシ
- INNOSENT in FORMAL（イノセント・イン・フォーマル）
- indigo la End（インディゴ ラ エンド）

#### う
- Wienners（ウィーナーズ）
- WEAVER（ウィーバー）
- ViViD（ヴィヴィッド）
- vivid undress（ヴィヴィッド アンドレス）
- vistlip（ヴィストリップ）
- The Winking Owl（ザ ウィンキング オウル）
- WHERE'S ANDY（ウェアーズ・アンディ）
- WAR-ED（ウォード）
- WOMCADOLE（ウォンカドーレ）
- 鶯谷フィルハーモニー
- WUJA BIN BIN（ウジャビンビン）
- ウソツキ
- 嘘とカメレオン
- 打首獄門同好会
- 宇宙人
- うみのて
- THE★裏ワザ（ジ・ウラワザ）
- ウルトラタワー
- Ulma sound junction（ウルマ・サウンド・ジャンクション）
- ウワノソラ

#### え
- AIR BAND (エアバンド）
- Age Factory（エイジ ファクトリー）
- H ZETTRIO（エイチゼットリオ）
- Eidy（エイディー）
- エイリアンズ
- aint（エイント）
- ACE OF SPADES（エース オブ スペーズ）
- ecosystem（エコシステム）
- EGG BRAIN（エッグ ブレイン）
- エドガー・サリヴァン
- エナツの祟り
- Emerald（エメラルド）
- ERIKO to.（えりこと）
- ELYSION（エリシオン）
- Lc5（エルシーファイブ）
- エルフリーデ
- ENTH（エンス）
- ENTHRALLS（エンソロールズ）

#### お
- Awesome City Club（オーサム シティー クラブ）
- OverTheDogs（オーバーザドッグス）
- Over The Top（オーバーザトップ）
- Ovall（オーバル）
- Open Reel Ensemble（オープンリールアンサンブル）
- THE ORAL CIGARETTES（ジ オーラル シガレッツ）
- ALL CITY STEPPERS（オール シティ ステッパーズ）
- おいしくるメロンパン
- Okada&Ryo（オカダアンドリョウ）
- OKAMOTO'S（オカモトズ）
- オズ
- (M)otocompo（オトコンポ）
- 踊ってばかりの国
- おとぼけビ〜バ〜
- odol（オドル）
- 鬼束ちひろ & BILLYS SANDWITCHES（オニツカチヒロ アンド ビリーズ サンドウィッチーズ）
- Official髭男dism（オフィシャルヒゲダンディズム）
- オメでたい頭でなにより
- およそ3
- originals（オリジナルズ）
- Ori-ska（オリスカ）
- OLDCODEX（オルドコデックス）
- ORESAMA（オレサマ）
- ORANGE POST REASON（オレンジポストリーズン）
- オワリカラ
- オン・オア・アバウト

### か行

#### か
- カーリングシトーンズ
- Girls Dead Monster（ガールズ・デッド・モンスター）
- GIRLFRIEND（ガールフレンド）
- 快速東京
- 学園祭学園
- 楽団☆タクマニア
- Gacharic Spin（ガチャリック スピン）
- KANA-BOON（カナブーン）
- KANIKAPILA（カニカピラ）
- 彼女 in the display（カノジョ イン ザ ディスプレイ）
- kanon×kanon（カノン×カノン）
- 画鋲（がびょう）
- カフカ
- 神様、僕は気づいてしまった
- 神はサイコロを振らない
- KAM（カム）
- カメラ＝万年筆
- カラスは真っ白
- かららん
- Galileo Galilei（ガリレオガリレイ）
- GARNiDELiA（ガルニデリア）
- 河内REDS（かわちれっず）
- 感覚ピエロ
- 感傷ベクトル
- KANDO BANDO（カンドー・バンドー）
- COUNTRY YARD（カントリーヤード）
- がんばれ!Victory（がんばれ！ビクトリー）

#### き
- きいやま商店
- GEEKS（ギークス）
- geek sleep sheep（ギーク スリープ シープ）
- キイチビール&ザ・ホーリーティッツ
- KEYTALK（キートーク）
- 幾何学模様
- 岸田教団&THE明星ロケッツ
- KIDS（キッズ）
- キツネツキ
- THE KIDDIE（キディ）
- Kidori Kidori（キドリ キドリ）
- きのこ帝国
- キノコホテル
- キミトサイン
- KIMONOS（キモノズ）
- the cabs（ザ キャブス）
- キュウソネコカミ
- CUNEBASE（キューンベイス）
- KILLER SMELLS（キラースメルズ）
- 己龍
- killing Boy（キリング ボーイ）
- ギルド
- THE King ALL STARS（ザ キング オール スターズ）
- King Gnu (キング ヌー)
- KiNGONS (キンゴンズ)
- 禁断の多数決

#### く
- Qaijff（クアイフ）
- QUADRANGLE（クアドラングル）
- 空想委員会
- クウチュウ戦
- goomiey（グーミー）
- QOOLAND（クーランド）
- kukatachii（クカタチ）
- KUZIRA（クジラ）
- Cooking songs（クッキングソングス）
- GOOD ON THE REEL（グッド オン ザ リール）
- グッドモーニングアメリカ
- GOODWARP（グットワープ)
- グッバイフジヤマ
- Goodbye holiday（グッバイ ホリデー）
- Glider（グライダー）
- CRCK/LCKS（クラック・ラックス）
- CLUTCHO（クラッチョ）
- CRUNCH（クランチ）
- GRAND FAMILY ORCHESTRA（グランド ファミリー オーケストラ）
- クリープハイプ
- CRYAMY（クリーミー）
- Green note coaster（グリーンノートコースター）
- GLIM SPANKY（グリムスパンキー）
- GRIMOIRE（グリモア）
- CREA（クレア）
- GRETSCH BROTHERS（グレッチ・ブラザーズ）
- 黒木渚（くろきなぎさ）
- Crossfaith（クロスフェイス）
- 黒猫チェルシー
- 黒船
- Qwai（クワイ）
- the quiet room（ザ クワイエットルーム）

#### け
- Gateballers（ゲートボーラーズ）
- 撃鉄（げきてつ）
- GEZAN（ゲザン）
- ゲスの極み乙女
- The Cheserasera（ザ ケセラセラ）
- 月蝕會議（げっしょくかいぎ）
- ケラケラ
- 眩惑庭園（げんわくていえん）

#### こ
- 恋は魔物
- ザ・コインロッカーズ
- go!go!vanillas（ゴーゴーバニラズ）
- THE GOLDEN WET FINGERS（ザ・ゴールデン・ウエット・フィンガーズ）
- coldrain（コールドレイン）
- ココア男。
- ココロオークション
- Cö shu Nie（コシュニエ）
- コドモドラゴン
- コハクノアカリ
- THE★米騒動
- COLTECO（コルテコ）
- コロナナモレモモ
- コンテンポラリーな生活

### さ行

#### さ
- ザアザア
- THURSDAY'S YOUTH（サーズデイズ ユース）
- 最終少女ひかさ
- 在日ファンク
- サイダーガール
- Silent, E（サイレント イー）
- SILENT SIREN（サイレント サイレン）
- Saucy Dog（サウシードッグ）
- SAKANAMON（サカナモン）
- SuG（サグ）
- saji（サジ） - 2019年7月までは、phatmans after school（ファットマンズ アフター スクール）のバンド名で活動
- sajou no hana（サジョウノハナ）
- Suspended 4th（サスペンデッド・フォース）
- さだ工務店
- Suchmos（サチモス）
- Suck a Stew Dry（サック ア ステュードライ）
- That's a NO NO!（ザッツ ア ノーノー！）
- SUNNY CAR WASH（サニーカーウォッシュ）
- 挫・人間
- Survive Said The Prophet（サバイブ・セッド・ザ・プロフェット）
- ZAFEEDO（ザフィード）
- さよなら、また今度ね
- The SALOVERS（ザ サラバーズ）
- Salley（サリー）
- 三途〜SanZ〜（さんず）
- 3SET-BOB（サンセットボブ）
- SUNDAYS（サンデイズ）
- Zantö（ザントー）
- サンバースト倶楽部
- サンフジンズ

#### し
- SHE'S（シーズ）
- the shes gone（シーズゴーン）
- G-FREAK FACTORY（ジー・フリーク・ファクトリー）
- CIVILIAN（シヴィリアン）
- J.O.PROJECT（ジェイ オー プロジェクト）
- SHAKE（シェイク）
- ジェニーハイ
- JELLYFiSH FLOWER'S（ジェリーフィッシュ フラワーズ）
- Shiggy Jr.（シギー ジュニア）
- CICADA（シケイダ）
- The Jikens（ザ・ジケンズ）
- SHISHAMO（シシャモ）
- Jizue（ジズー）
- SISTER JET（シスタージェット）
- 時速36km (じそくさんじゅうろっキロメートル)
- SIX LOUNGE（シックス ラウンジ）
- 十中八九
- しなまゆ
- シナリオアート
- Cinemaglam（シネマグラム）
- cinema staff（シネマ スタッフ）
- SHIMA（シマ）
- シミュラクラン
- SiM（シム）
- JaaBourBonz（ジャアバーボンズ）
- Shout it Out（シャウト イット アウト）
- SHABA（シャバ）
- シャムキャッツ
- ザ・シャロウズ
- SHANK（シャンク）
- 住所不定無職
- chouchou merged syrups.（シュシュ マージド シロップス）
- Jupiter（ジュピター）
- Schroeder-Headz（シュローダーヘッズ）
- THE春夏秋冬（ザ・シュンカシュウトウ）
- JAWEYE（ジョアイ）
- joy（ジョイ）
- JOVO（ジョヴォ）
- JYOCHO（じょうちょ）
- 少年記
- 女王蜂
- ジョゼ
- ジラフポット
- serial TV drama（シリアル・ティーヴィー・ドラマ）
- Thinking Dogs（シンキング・ドッグス）
- 真空ホロウ
- 神聖かまってちゃん
- 人選のセンス
- 新・チロリン
- Cyntia（シンティア）
- -真天地開闢集団-ジグザグ（-しんてんちかいびゃくしゅうだん- ジグザグ）
- Sympathy（シンパシー）
- Jin-Machine（ジンマシーン）

#### す
- The Shiawase（ザ・シアワセ）
- SuiseiNoboAz（スイセイノボアズ）
- Swimy（スイミー）
- 水曜日のカンパネラ
- ズーカラデル
- Scars Borough（スカーズ ボロ）
- スカート
- 空きっ腹に酒
- SCREEN mode（スクリーンモード）
- sukekiyo（スケキヨ）
- The Sketchbook（スケッチブック）
- THE STARBEMS（ザ スターベムズ）
- Su凸ko D凹koi（スットコドッコイ）
- ずっと真夜中でいいのに。
- SPYAIR（スパイエアー）
- SPiCYSOL（スパイシーソル）
- スピラ・スピカ
- Split BoB（スプリット ボブ）
- TheSpringSummer（ザ スプリングサマー）
- SPACE BOYS（スペース・ボーイズ）
- sumika（スミカ）
- 3markets［］（スリーマーケッツ）
- THREE LIGHTS DOWN KINGS（スリー ライツ ダウン キングス）
- SWANKY DANK（スワンキー ダンク）

#### せ
- SAY MY NAME.（セイ マイ ネーム）
- SEKAI NO OWARI（セカイ ノ オワリ）
- 石鹸屋
- SEBASTIAN X（セバスチャン エックス）
- セプテンバーミー
- 7!!（セブンウップス） - 2018年以降はseven oopsにバンド表記を変更。
- Cellchrome（セルクローム）
- cero（セロ）
- Sensation（センセーション）
- Central 2nd Sick（セントラル セカンド シック）

#### そ
- そこに鳴る
- Softly（ソフトリー）
- SORAMIMI（ソラミミ）
- SALTY's（ソルティーズ）
- SALTY DOG（ソルティドッグ）
- SOLEIL（ソレイユ）
- それでも世界が続くなら
- The Songbards（ザ・ソングバーズ）
- ソンソン弁当箱
- ぞんび

### た行

#### た
- 台風クラブ
- ダウト
- THE 抱きしめるズ
- たけやま3.5
- DADARAY（ダダレイ）
- DATS（ダッツ）
- TAP JAM CREW（タップジャムクルー）
- DUBFORCE（ダブフォース）
- TAMTAM（タムタム）
- D.A.N.（ダン）
- たんこぶちん

#### ち
- 小さな恋のうたバンド
- チーナ
- Czecho No Republic（チェコ ノー リパブリック）
- CherryHearts（チェリーハーツ）
- Chelsy（チェルシー）
- チキンナゲッツ
- CHAI（チャイ）
- chaqq（チャック）
- ザ・チャレンジ
- Theチャンポラパンband
- Chewing High!!（チューイングハイ）
- Chu's day.（チューズデイ）
- チュール
- チロル

#### つ
- ついったー東方部
- THE 2 (ザ ツー) - 旧称は2（ツー）
- 突き指パンダ
- つるの剛士&Seacandles（つるのたけし アンド シーキャンドルズ）

#### て
- Day and Buffalo（デイ アンド バッファロー）
- T.S.R.T.S（ティー・エス・アール・ティー・エス）
- THE TEENAGE KISSERS（ザ・ティーンエイジ・キサーズ）
- Develop One's Faculties（ディヴェロプ ワンス ファーカルティース）
- Tio（ティオ）
- DIAURA（ディオーラ）
- DYGL（デイグロー）
- Dizzy Sunfist（ディジー サンフィスト）
- T字路s（てぃーじろす）
- DaizyStripper（デイジーストリッパー）
- THIS IS JAPAN (ディス イズ ジャパン)
- this is not a business（ディス イズ ノット ア ビジネス）
- THIS IS PANIC（ディスイズパニック）
- DISH//（ディッシュ）
- DEZERT（デザート）
- テスラは泣かない。
- teto (テト)
- Tetra+（てとらぷらす）
- defspiral（デフスパイラル）
- 天才バンド
- TENDOUJI（テンドウジ）
- Tempalay (テンパレイ)

#### と
- TOW（トウ）
- TWEEDEES（トゥイーディーズ）
- Tawings（トーイングス）
- 東京カランコロン
- 東京初期衝動（とうきょうしょきしょうどう）
- 東京大衆歌謡楽団（とうきょうたいしゅうかようがくだん）
- DOLL$BOXX（ドールズボックス）
- とけた電球
- toconoma（トコノマ）
- どついたるねん
- DOG in Theパラレルワールドオーケストラ（ドッグインザパラレルワールドオーケストラ）
- ドミコ
- TRISPACE（トライスペース）
- DracoVirgo（ドラコヴァーゴ）
- ドラマストア
- ドラマチックアラスカ
- Drunk Monkeys（ドランク・モンキーズ）
- tricot（トリコ）
- トリプルファイヤー
- Droog（ドルーグ）
- ドレスコーズ
- トレモノ
- Draft King（ドラフトキング）
- Drop's（ドロップス）
- DROP DOLL（ドロップドール）

### な行

#### な
- ナードマグネット
- 99RadioService（ナインナインレディオサービス）
- 永山こうじとロス・プリモス
- 流田Project
- なついろ
- Nothing's Carved In Stone（ナッシングス カーブド イン ストーン）
- 夏の魔物
- ザ・なつやすみバンド
- nano.RIPE（ナノライプ)
- 鳴ル銅鑼（なるどうら）
- Nulbarich（ナルバリッチ）
- THE NAMPA BOYS（ザ・ナンパ・ボーイズ）
- 南部マンゴーパーティーズ

#### に
- Need Cool Quality（ニード クール クオリティー）
- ニガミ17才
- nicoten（ニコテン）
- ニホンジン
- 日本マドンナ
- ν[NEU]（ニュー）
- Newscream（ニュースクリーム）
- NIRA（ニラ）

#### ね
- NATURE DANGER GANG（ネイチャーデンジャーギャング）
- ねごと
- never young beach（ネバー ヤング ビーチ）

#### の
- NoisyCell（ノイジーセル）
- NOISEMAKER（ノイズメーカー）
- NoGoD（ノーゴッド）
- No Buses（ノーバシーズ）
- NormCore (ノームコア)
- NOCTURNAL BLOODLUST（ノクターナル ブラッドラスト）
- KNOCK OUT MONKEY（ノック アウト モンキー）
- NOVELS（ノベルズ）
- Non Stop Rabbit（ノンストップラビット）

### は行

#### は
- birds melt sky（バーズメルトスカイ）
- Half time Old（ハーフ・タイム・オールド）
- Purple Stone（パープルストーン）
- BURNOUT SYNDROMES（バーンアウト シンドロームズ）
- the HIATUS（ザ ハイエイタス）
- BYEE the ROUND（バイ ザ ラウンド）
- ハイスイノナサ
- Bye-Bye-Handの方程式
- HOW MERRY MARRY（ハウメリーマリー）
- HOWL BE QUIET（ハウル ビー クワイエット）
- Vacancy Control（バカンシー・コントロール）
- 爆弾ジョニー
- BugLug（バグラグ）
- BUZZ THE BEARS (バズ ザ ベアーズ)
- パスピエ
- PASSPO☆（ぱすぽ）
- バズマザーズ
- 82回目の終身刑
- 八十八ヶ所巡礼
- Hachi/Hatch,（ハチブンノハチ）
- バックドロップシンデレラ
- back number（バック ナンバー）
- BACK LIFT（バック リフト）
- batta（バッタ）
- But by Fall（バット バイ フォール）
- HAPPY（ハッピー）
- HAPPY BIRTHDAY（ハッピーバースデイ）
- 花団（はなだん）
- BANANA NEEDLE（バナナニードル）
- パノラマパナマタウン
- ハルカトミユキ
- ハルカミライ
- Halo at 四畳半（ハロ アット ヨジョウハン）
- Hello Sleepwalkers（ハロー スリープウォーカーズ）
- ハロー青空トレイン
- Banda Mandacarinho（バンダ・マンダカリーニョ）
- BAND-MAID（バンドメイド）
- Hundred Percent Free（ハンドレッド・パーセント・フリー）
- HAMBURGER BOYS（ハンバーガー・ボーイズ）
- Hump Back（ハンプ・バック)
- ハンブレッダーズ

#### ひ
- HERE（ヒアー）
- ピアノゾンビ
- PK Shampoo（ピーケーシャンプー）
- ザ・ヒーナキャット - 旧バンド名はスキルアップ
- BBHF（ビービーエイチエフ） - 旧称は、Bird Bear Hare and Fish
- People In The Box（ピープルインザボックス）
- FEELFLIP（ヒールフリップ）
- HERO（ヒーロー）
- ヒゲンジツシュギ
- ヒステリックパニック
- Hysteric Lolita（ヒステリックロリータ）
- ピストルジャズ
- ヒトリエ
- ビレッジマンズストア
- ピロカルピン
- HINTO（ヒント）
- THE PINBALLS（ザ ピンボールズ）

#### ふ
- FIVE NEW OLD（ファイブ・ニュー・オールド）
- fhána（ファナ）
- FALSETTOS（ファルセッツ）
- Fear, and Loathing in Las Vegas（フィアー アンド ロージング イン ラスベガス）
- FEEDWIT（フィードウィット）
- Field of Forest（フィールド・オブ・フォレスト）
- フィッシュライフ
- The fin.（ザ フィン）
- FAITH（フェイス）
- FABLED NUMBER（フェイブルド・ナンバー）
- ふぇのたす
- THE FOREVER YOUNG（ザ フォーエバー ヤング）
- FOLKS（フォークス）
- FOLK:LORE（フォークロア）
- fox capture plan（フォックス・キャプチャー・プラン）
- FOMARE（フォマレ）
- 04 Limited Sazabys（フォー リミテッド サザビーズ）
- ふくろうず
- Brian the Sun（ブライアン ザ サン）
- BRIDEAR（ブライディア）
- the brownies（ザ・ブラウニーズ）
- PLASTICZOOMS（プラスチックズームス）
- フラチナリズム
- BRATS（ブラッツ）
- BRADIO（ブラディオ）
- Prague（プラハ）
- FLOWER FLOWER（フラワー フラワー）
- The Flickers（ザ フリッカーズ）
- FLiP（フリップ）
- BLUE ENCOUNT（ブルー エンカウント）
- blue chee's（ブルーチーズ）
- Blu-BiLLioN（ブルービリオン）
- ブルー・ペパーズ
- ブルーマンデーFM
- プレアデスマリー
- フレデリック
- フレンズ
- plenty（プレンティ）
- The Floor（ザ・フロア）
- The Brow Beat（ザ・ブロウビート）
- Broken my toybox (ブロークン マイ トイボックス)

#### へ
- HAIR MONEY KIDS（ヘアー・マネー・キッズ）
- HEY-SMITH（ヘイスミス）
- BabyKingdom（ベイビーキングダム）
- HEAVENESE（ヘヴニーズ）
- the peggies（ザ ペギーズ）
- BabySitter（ベビーシッター）
- BABYMETAL（ベビーメタル）
- Heavenstamp（ヘブンスタンプ）
- Hemenway（ヘメンウェイ）
- PELICAN FANCLUB（ペリカン ファンクラブ）
- Helsinki Lambda Club（ヘルシンキ ラムダ クラブ）
- pertorika（ペルトリカ）
- Belmosaic（ベルモザイク）
- ペロペロしてやりたいわズ。
- PENGUIN RESEARCH（ペンギン リサーチ）
- Bentham（ベンサム）
- ペンタゴン

#### ほ
- THE BOYS&GIRLS（ザ ボーイズアンドガールズ）
- 放課後ティータイム
- Bo Ningen（ボー ニンゲン）
- Homecomings（ホームカミングス）
- polly（ポーリー）
- ボールズ
- The BONEZ（ザ ボーンズ）
- ポタリ
- ホタルライトヒルズバンド
- Poppin'Party（ポッピン パーティー）
- POPPIN'4（ポッピンフォー）
- POP ART TOWN（ポップアートタウン）
- VOBAVOBA（ボバボバ）
- THE BOHEMIANS（ザ・ボヘミアンズ）
- ポルカドットスティングレイ
- POLTA（ポルタ）
- WHITE ASH（ホワイト アッシュ）
- white white sisters（ホワイト ホワイト シスターズ）
- PONTIACS（ポンティアックス）

### ま行

#### ま
- MAGIC OF LiFE（マジックオブライフ）- 2014年10月17日までは、Dirty Old Men（ダーティオールドメン）のバンド名で活動。
- my-Butterfly（マイバタフライ）
- MY FIRST STORY（マイ ファースト ストーリー）
- My Hair is Bad（マイ ヘアー イズ バッド）
- マカロニえんぴつ
- Mashumairesh!!（ましゅまいれっしゅ!!）
- MASSAN × BASHIRY（マッサンバシリー）
- 摩天楼オペラ
- MANNISH BOYS（マニッシュボーイズ）
- 魔法少女になり隊（まほうしょうじょになりたい）
- MALLOW BLUE（マローブルー）
- MAN WITH A MISSION（マン ウィズ ア ミッション）
- The ManRay（ザ・マンレイ）

#### み
- The Mirraz（ザ・ミイラズ）
- MICHAEL（ミカエル）
- Mrs. GREEN APPLE（ミセス グリーン アップル）
- 味噌汁's
- みそっかす
- 蜜（みつ）
- Mix Speaker's,Inc.（ミックス・スピーカーズ・インク）
- MIDNIGHTSUNS（ミッドナイトサンズ）
- ミツメ
- milleluci（ミッレルーチ） - 2016年より「千のアカシ」にバンド名変更。
- MINAMI NiNE（ミナミナイン）
- 南松本高校パンクロック同好会
- MINIQLO（ミニクロ）
- MIMIZUQ（ミミズク）
- みるきーうぇい
- Mili（ミリー）
- millennium parade（ミレニアムパレード）
- MINT mate box（ミントメイトボックス）
- みんなのこどもちゃん
- 民謡クルセイダーズ

#### む
- mudy on the 昨晩（ムーディ オン ザ さくばん）

#### め
- Mary's Blood（メアリーズブラッド）
- め組 (めぐみ)
- METAFIVE（メタファイヴ）
- 眩暈SIREN（めまいサイレン）
- MELT4（メルトフォー）

#### も
- モーモールルギャバン
- MOSHIMO（モシモ） - 2015年4月1日までは、CHEESE CAKE（チーズケーキ）のバンド名で活動。
- MOS（モス）
- MOTHBALL（モスボール）
- MOCKEN（モッケン）
- MONOEYES（モノアイズ）
- MONO NO AWARE（モノノアワレ）
- Monaural mini plug（モノラルミニプラグ）
- モハメド - 2016年8月より表記を「MOHAMEAD」に変更し、11月12日より活動休止。
- MOHIKAN FAMILY'S (モヒカンファミリーズ)
- mol-74（モルカルマイナスナナジュウヨン）
- もるつオーケストラ
- MONSTER大陸（モンスターたいりく）

### や行

#### や
- ヤバイTシャツ屋さん
- 山/完全版
- jan and naomi (ヤンアンドナオミ)

#### ゆ
- ユアネス
- Yuka & Chronoship（ユカ・アンド・クロノシップ）
- ユナイト
- UNISON SQUARE GARDEN（ユニゾン スクエア ガーデン）
- universe（ユニバース）
- ゆゆん（正式名称はゆ、ゆゆゆゆゆん）
- ユビキタス

#### よ
- YOASOBI（ヨアソビ）
- Yogee New Waves（ヨギー ニュー ウェーブス）
- yonige（ヨニゲ）
- ヨルシカ
- 夜の本気ダンス
- 夜ハ短シ

### ら行

#### ら
- Large House Satisfaction（ラージ ハウス サティスファクション）
- Like This Parade（ライク・ディス・パレード）
- LUV K RAFT（ラヴクラフト）
- LOVEBITES（ラヴバイツ）
- LAGITAGIDA（ラギタギダ）
- LAGOON（ラグーン）
- ラクダカルテット
- ラッキーオールドサン
- Lucky Kilimanjaro（ラッキーキリマンジャロ）
- LUCKY TAPES（ラッキーテープス）
- ラックライフ
- LACCO TOWER（ラッコタワー）
- Rabbit（ラビット）
- Love Community.（ラブコミュニティ）
- THEラブ人間
- lovefilm（ラブフィルム）
- LoVendoЯ（ラベンダー）
- LAMA（ラマ）
- la la larks（ラララークス）
- LAMP IN TERREN（ランプ イン テレン）

#### り
- ЯeaL（リアル）
- リアル3区
- REALHEART'S（リアルハーツ）
- リーガルリリー
- ザ・リーサルウェポンズ
- RIVa（リヴァ）
- REVERSLOW（リヴァースロー）
- リコチェットマイガール
- LEZARD（リザード）
- Risky Melody（リスキー メロディ）
- Rhythmic Toy World（リズミック トイ ワールド）
- RIP ADDICTION（リップ アディクション）
- reverseM（リバースエム）
- REVERBEE（リバービー）
- LIFriends（リフレンズ）
- 緑黄色社会
- リリー楽綺団（リリーガッキダン）
- Lillies and Remains（リリーズ アンド リメインズ）
- LILI LIMIT（リリ リミット）
- 凛-the end of corruption world-（リン）
- Ring-Trip（リングトリップ）

#### る
- LUI FRONTiC 赤羽JAPAN（ルイ・フロンティック・あかばねジャパン）
- ROOKiEZ is PUNK'D（ルーキース イズ パンクト）
- Lucie, Too（ルーシートゥー）
- RUDE STOMPERS（ルードストンパーズ）
- Rootless（ルートレス）- 旧称は、The ROOTLESS
- Le Lien（ルリアン）
- 凸凹凸凹-ルリロリ-
- ルルルルズ

#### れ
- RAISE A SUILEN（レイズ ア スイレン）
- the Raid.（レイド）
- LAID BACK OCEAN（レイド バック オーシャン）
- Rayflower（レイフラワー）
- rega（レガ）
- RAZOR（レザー）
- Red&White（レッドアンドホワイト）
- RED DIAMOND DOGS（レッド ダイアモンド ドッグス）
- レディオサイエンス
- Lenny code fiction（レニーコードフィクション）-  2014年まではCROMARTY（クロマーティ）のバンド名で活動
- RevleZ（レブレス）

#### ろ
- Royz（ロイズ）
- Loe（ロー）
- LOCAL CONNECT（ローカル コネクト）
- ザ・ローファイ
- Lowland Jazz（ローランドジャズ）
- LOKA（ロカ）
- LOST ASH（ロスト アッシュ）
- Roselia（ロゼリア）
- Rockstar Steady（ロックスター ステディー）
- ROTH BART BARON（ロットバルトバロン）
- ロボガエル
- Romage（ロマージュ）
- ROMEO's blood（ロメオスブラッド）
- Rollo and leaps（ロロ・アンド・リープス）
- wrong city（ロング シティ）
- LONDBOY(ロンドボーイ)
- LONGMAN（ロングマン）
- LONELY↑D（ロンリーディ）

### わ行

#### わ
- The Wisely Brothers（ワイズリーブラザーズ）
- 和楽器バンド
- 惑星アブノーマル（わくせいアブノーマル）
- 忘れらんねえよ
- wacci（ワッチ）
- WANIMA（ワニマ）
- ザ・ワンダフルワールド
- ONE NEWTON ALL TYPE（ワン・ニュートン・オール・タイプ）
- onelifecrew（ワンライフクルー）

#### ん
- N'夙川BOYS（ンしゅくがわボーイズ）

## 2020年代

### あ行

#### あ
- 愛しておくれ
- I's（アイズ）
- アイビーカラー
- Aooo（あうー）
- あたらよ
- ASH DA HERO（アッシュ ダ ヒーロー）
- Atomic Skipper（アトミック スキッパー）
- Apollogic（アポロジック）
- ALI（アリ）
- AliA（アリア）
- ALLiCA（アリカ）
- ALCOHOLTRAZZ（アルコールトルス）
- あんた何か
- Amber's（アンバーズ）
- unleash（アンリーシュ）

#### い
- EVE OF THE LAIN（イブオブザレイン）
- インナージャーニー
- irune（イルネ）

#### う
- ウルトラ寿司ふぁいやー

#### え
- ACE COLLECTION（エース・コレクション）
- エルスウェア紀行

#### お
- Awkmiu（オークミュー）
- Oh my!（オーマイ）
- AURORIZE（オーロライズ）
- Ochunism（オチュニズム）
- おとなりにぎんが計画
- Omoinotake（オモイノタケ）
- オレンジスパイニクラブ

### か行

#### か
- かずき山盛り
- かつしかトリオ
- kanekoayano（カネコアヤノ）
- カネヨリマサル
- KALMA（カルマ） - 2019年12月14日までは-KARMA-として活動。
- カロンズベカラズ

#### き
- giv strange car（ギヴストレンジカー）
- きみとバンド

#### く
- 空白ごっこ
- クジラ夜の街
- グソクムズ
- climbgrow（クライムグロー）
- CLAN QUEEN（クランクイーン）
- grand chocol8（グランド チョコレイト）
- Kroi（クロイ）
- Kruglyy (クルグリ)
- 郛（くるわ）
- krek‘‘re(くれぐれ)

#### け
- KWK HOUSE（ケーダブルケーハウス）
- THE KEBABS（ザ・ケバブス）
- ケプラ

#### こ
- Cody・Lee (李)（コーディリー）
- Kokage（コカゲ）
- ココラシカ
- 5時から男&シルビア
- KOTORI（コトリ）
- ゴホウビ
- kobore（コボレ）
- COLDRIVE（コルドライブ）
- 小童（こわっぱ / kowappa）
- Conton Candy（コントンキャンディ）

### さ行

#### さ
- SARD UNDERGROUND（サード アンダーグラウンド）
- ZION（ザイオン）
- THYPALM（サイパーム）
- SAHAJi（サハジ）
- サバシスター
- SAMURAIMANZ GROOVE（サムライマンズ・グルーヴ）
- 3470.mon（サヨナラマンデー）
- Sancrib（サンクリブ）
- 三四少女（さんすーがーる）

#### し
- C2機関 1MYB（しーつーきかん いちえむわいびー）
- Chevon（シェボン）
- CiELO（シエロ）
- JIJIM（ジジム）
- シズクノメ
- シャイトープ
- GYROAXIA（ジャイロアクシア）
- shallm（シャルム）
- Sprechchor（シュプレヒコール）
- 少年キッズボウイ
- Silver Kidd（シルバーキッド）
- シンガーズハイ
- SingerSongDrivers（シンガーソングドライバーズ）
- 新東京

#### す
- THE SPELLBOUND（ザ スペルバウンド）
- THREE1989（スリー）
- SWALLOW（スワロー） - 2020年6月1日までは「No title」のバンド名で活動。

#### せ
- Z（ゼット）

### た行

#### た
- w.o.d.（ダブリューオーディー）

#### ち
- チョーキューメイ
- Chilli Beans.（チリビーンズ）
- chilldspot (チルズポット)

#### つ
- つづらがき

#### て
- Deep Sea Diving Club（ディープシーダイビングクラブ）
- DY3-thx12-4432（ディーワイスリーティーエイチエックストゥエルブフォーフォースリーツー）
- Disco Volante（ディスコ・ボランテ）
- 適正手続きの保障（てきせいてつづきのほしょう）
- TESTSET（テストセット）
- TETORA（テトラ）
- デラックス×デラックス
- XIIX（テントゥエンティ）

#### と
- トナリノサティ
- Tonari no Hanako（トナリノハナコ）
- TRiDENT（トライデント） - 旧バンド名はガールズロックバンド革命。
- トンボコープ

### な行

#### な
- なきごと
- NAZWA!（ナズワ！）
- 南無阿部陀仏（なむあべだぶつ）

#### に
- NEE（ニー）
- Newscream（ニュースクリーム）

#### ね
- ねぐせ。
- ネクライトーキー
- NEMOPHILA（ネモフィラ）

#### の
- Novelbright（ノーベルブライト）

### は行

#### は
- Hi Cheers!（ハイチーズ）
- HAGANE（ハガネ）
- Hakubi（ハクビ）
- ハジマルイオン
- BUZZ LA ZARU O EMAI（ばずらざるおえまい）
- PURPLE BUBBLE  (パープルバブル)
- pachae（パチェ）
- BANANA NEEDLE（バナナニードル）
- 花冷え。（はなびえ）
- HONEY BADGER（ハニーバジャー）

#### ひ
- Bialystocks（ビアリストックス）
- PEOPLE 1（ピープルワン）
- The Biscats（ザ・ビスキャッツ）
- 羊文学（ひつじぶんがく）
- Billyrrom（ビリーロム）
- BIN（ビン）

#### ふ
- First Love is Never Returned（ファーストラブイズネバーリターンド）
- 不完全燃焼
- PhatSlimNevaeh（ファットスリムネヴァ）
- フーテン族
- Faulieu.（フォリュー）
- 武士道パレード
- 冬にわかれて（ふゆにわかれて）
- ブランデー戦記
- Blue Cat Blues（ブルー・キャット・ブルース）
- Blue Mash（ブルーマッシュ）
- the pullovers（ザ プルオーバーズ）
- BREIMEN（ブレイメン）
- Broken my toybox(ブロークン・マイ・トイボックス)

#### へ
- The Hey Song（ザ・ヘイソング）
- ペンギンラッシュ
- Penthouse（ペントハウス）

#### ほ
- bokula.（ボクラ）
- 黒子首（ほくろっくび）
- ポチ
- ポップしなないで

### ま行

#### ま
- MKLNtic（マカロンティック）
- まなつ
- マルシィ

#### み
- Mr.FanTastiC（ミスターファンタスティック）
- Mr.ふぉるて（ミスター・ふぉるて）
- ミナミチャンホワイ
- Mirage Collective（ミラージュ・コレクティブ）

#### む
- muque（ムク）
- 夢限大みゅーたいぷ（むげんだいみゅーたいぷ）
- 群咲（むらさき）

#### め
- MAYKIDZ（メイキッズ）
- Make the ULTIMATE（メイク・ジ・アルティメット）
- MAYSON's PARTY（メイソンズパーティー）
- Maverick Mom（メイブリック マム）

#### も
- Morfonica（モルフォニカ）

### や行

#### や
- YAJICO GIRL（ヤジコ・ガール）
- 家主（やぬし）
- YABI×YABI（やびやび）
- ヤユヨ
- ヤングスキニー

#### ゆ
- ゆうらん船
- yutori（ユトリ）
- 指先ノハク

#### よ
- YONA YONA WEEKENDERS（ヨナヨナウィークエンダーズ）
- yonawo（ヨナヲ）

### ら行

#### ら
- 礼賛（らいさん）
- LAUSBUB（ラウスバブ）
- THE LAST ROCKSTARS（ザ・ラスト・ロックスターズ）
- ラトゥラトゥ

#### り
- LEEVELLES（リーベルス）
- reGretGirl（リグレットガール）
- 離婚伝説（りこんでんせつ）
- リュックと添い寝ごはん

#### る
- ルサンチマン
- Luby Sparks（ルビー･スパークス）

#### れ
- 玲瓏のHydrangea（れいろうのハイドランジア）
- レトロリロン

#### ろ
- ろくようび
- Rockon Social Club（ロックオン・ソーシャル・クラブ）
- 浪漫革命（ろまんかくめい）
- Lonesome Blue（ロンサムブルー）

#### わ
- What at lazz（ワットアットラズ）
- One Eye Closed（ワン・アイ・クローズド）
- One Year Later（ワン・イヤー・レイター）